# آشپزی بوسنی و هرزگوین
 آشپزی بوسنیایی ( بوسنیایی : bosanska kuhinja ) غذاهای سنتی بوسنی و هرزگوین است. این آشپزی تحت تأثیر سبک های عثمانی ، اتریشی-مجارستان و بالکان است.

## مواد اولیه
آشپزی بوسنیایی ترکیبی از سبک های مناطق محلی مانند کشورهای بالکان، یونان، ایتالیا و ترکیه است و بسیاری از دستور پخت های آن مربوط به دوران عثمانی است. در این آشپزی از برخی ادویه ها ، اما معمولاً در مقادیر متعادل استفاده می شود. بیشتر غذاها سبک هستند، زیرا در آب زیادی پخته می شوند. سس ها اغلب طبیعی بوده و از آب طبیعی سبزیجات موجود در ظرف تشکیل شده اند. ترکیبات معمول شامل گوجه فرنگی ، سیب زمینی ، پیاز ، سیر ، فلفل دلمه ای ، خیار ، هویج ، کلم ، قارچ ، اسفناج ، کدو سبز ، لوبیا خشک و تازه، آلو ، شیر ، پاپریکا و خامه‌ای به نام پاولاکا و سرشیر است. به دلیل آداب مسلمانان بوسنیایی غذاهای گوشتی معمول عمدتاً شامل گوشت گاو و بره  هستند، اگرچه کروات‌ها و صرب‌های بوسنیایی می‌توانند گوشت خوک مصرف کنند. برخی از غذاهای محلی عبارتند از ćevapi ، بورک ( börek )، پای اسفناج «زلجانیکا» spanakopita ، پای پنیری «sirnica»، فلفل شکم پر پاپریک ، سارما ، تالیاتله «پیلاو»، گره (سوپ لوبیا کره) ،گویاش و آجوار و طیف وسیعی از شیرینی هایی الهام گرفته از خاورمیانه مانند باقلوا است. اولویت در غذا ، ارگانیک بودن و کیفیت خوب آن است. بوسنیایی‌ها از بسیاری از آب میوه‌های طبیعی لذت می‌برند، اما اغلب از میوه‌ها و گیاهان مختلف استفاده می‌کنند. بهترین شراب های محلی از هرزگوین می آیند، جایی که آب و هوای برای رشد انگور مناسب است. راکیجا نوعی براندی آلو یا سیب است که در بوسنی تولید می شود.

## غذاهای گوشتی

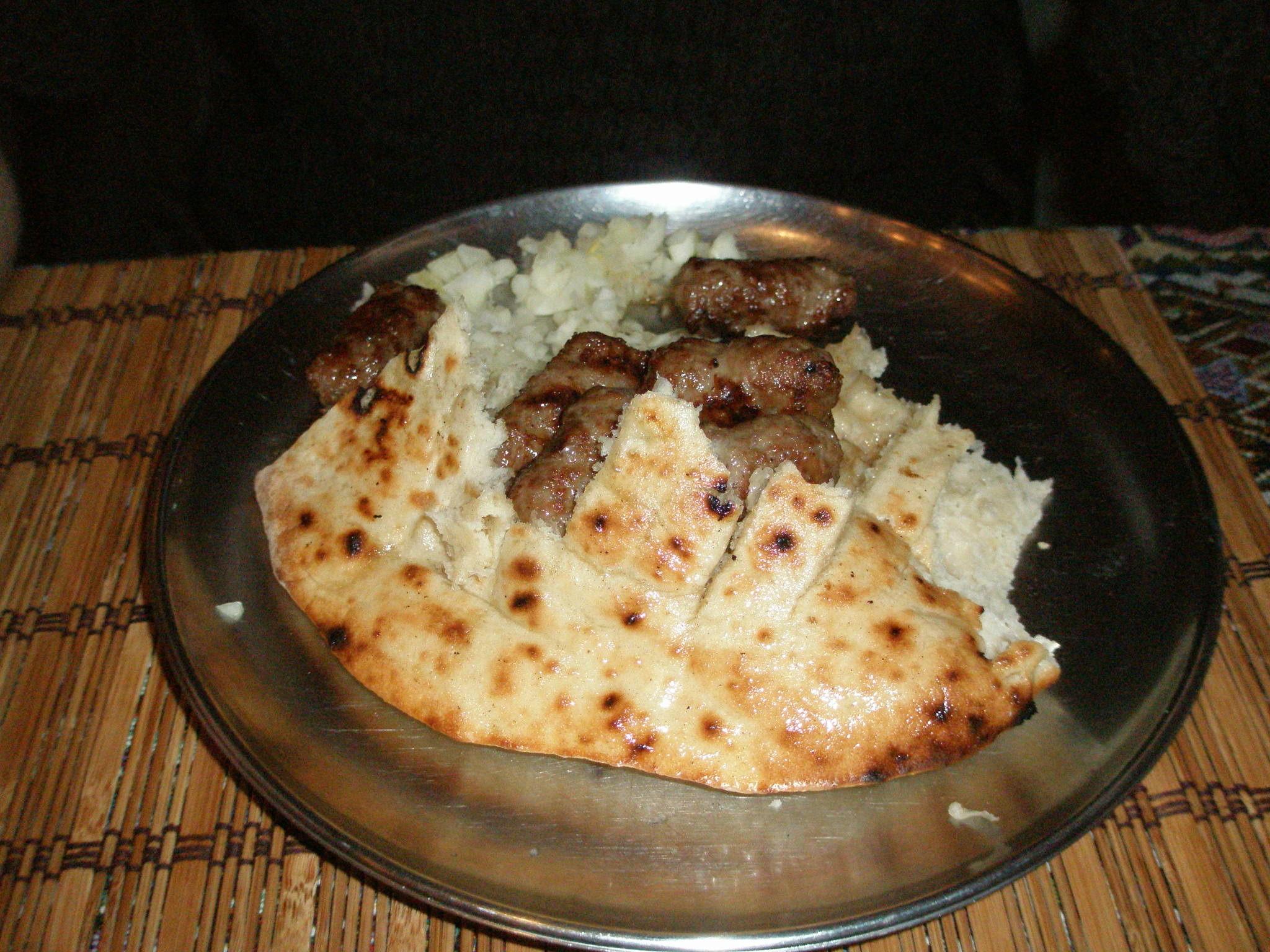
Ćevapi بوسنیایی با پیاز در یک سومون

* Ćevapi – کباب‌های بوسنیایی: سوسیس‌های کوچک کبابی از مخلوط گوشت بره و گاو، که با پیاز، کایماک، آجواره و نان پیتای بوسنیایی (سومون) سرو می‌شود.  
* Pljeskavica – یک نوع پتی (کباب).  
* Begova Čorba (خورش بیگ) – سوپ بوسنیایی محبوبی که از گوشت و سبزیجات تهیه می‌شود.  
* Punjena paprika – فلفل دلمه‌ای پر شده با گوشت چرخ‌کرده و برنج که در خورش پخته می‌شود.  
* Sogan-dolma – پیازهای پر شده با گوشت چرخ‌کرده و ادویه‌جات.  * Ćufte – کوفته‌ها.  
* Meat under sač (گوشت زیر ساج) – روش سنتی پخت گوشت بره، گوساله یا بز که زیر یک در با زغال داغ پخته می‌شود.  
* Pilav (تگلیتل) – تگلیتل کره‌ای، یک غذای پاستا خوشمزه.  
* Burek – پای لایه‌ای پر شده با گوشت که به طور سنتی به شکل مارپیچ پیچیده می‌شود. انواع آن شامل sirnica (پر شده با پنیر کاتیج)، zeljanica (پر شده با اسفناج و پنیر)، tikvenjača (پر شده با کدو) و krompiruša (پر شده با سیب‌زمینی) است. همه این انواع به طور کلی به عنوان pita شناخته می‌شوند.  
* Sarma – گوشت و برنج پیچیده شده در کلم ترش.  
* Grah/Pasulj – خورش لوبیا سنتی با گوشت.  
* Bosanski Lonac – خورش گوشت بوسنیایی که روی آتش باز پخته می‌شود.  
* Tarhana – سوپ بوسنیایی معمولی با پاستای خانگی.  
* Sudžuk – سوسیس تند گوشت گاو.  
* Suho meso – گوشت خشک شده هوا که شبیه به پاستیرما است.  

## خورش ها
- Đuveč – خورشت سبزیجاتی که مشابه با ghiveci رومانیایی و gjuvec بلغاری است.
- Kačamak – یک غذای سنتی بوسنیایی که از آرد ذرت و سیب‌زمینی تهیه می‌شود.
- Kljukuša – سیب‌زمینی‌های رنده شده که با آرد و آب مخلوط شده و در فر پخته می‌شوند؛ یک غذای سنتی در منطقه Bosanska Krajina.
- Sataraš – یک غذا که با فلفل دلمه‌ای، بادمجان، پیاز و گوجه‌فرنگی تهیه می‌شود.

## پیش غذا
- مزه - مجموعه‌ای از گوشت ها، سبزیجات یا سایر غذاهای کوچک که قبل از غذا سرو می شود

## پنیرها

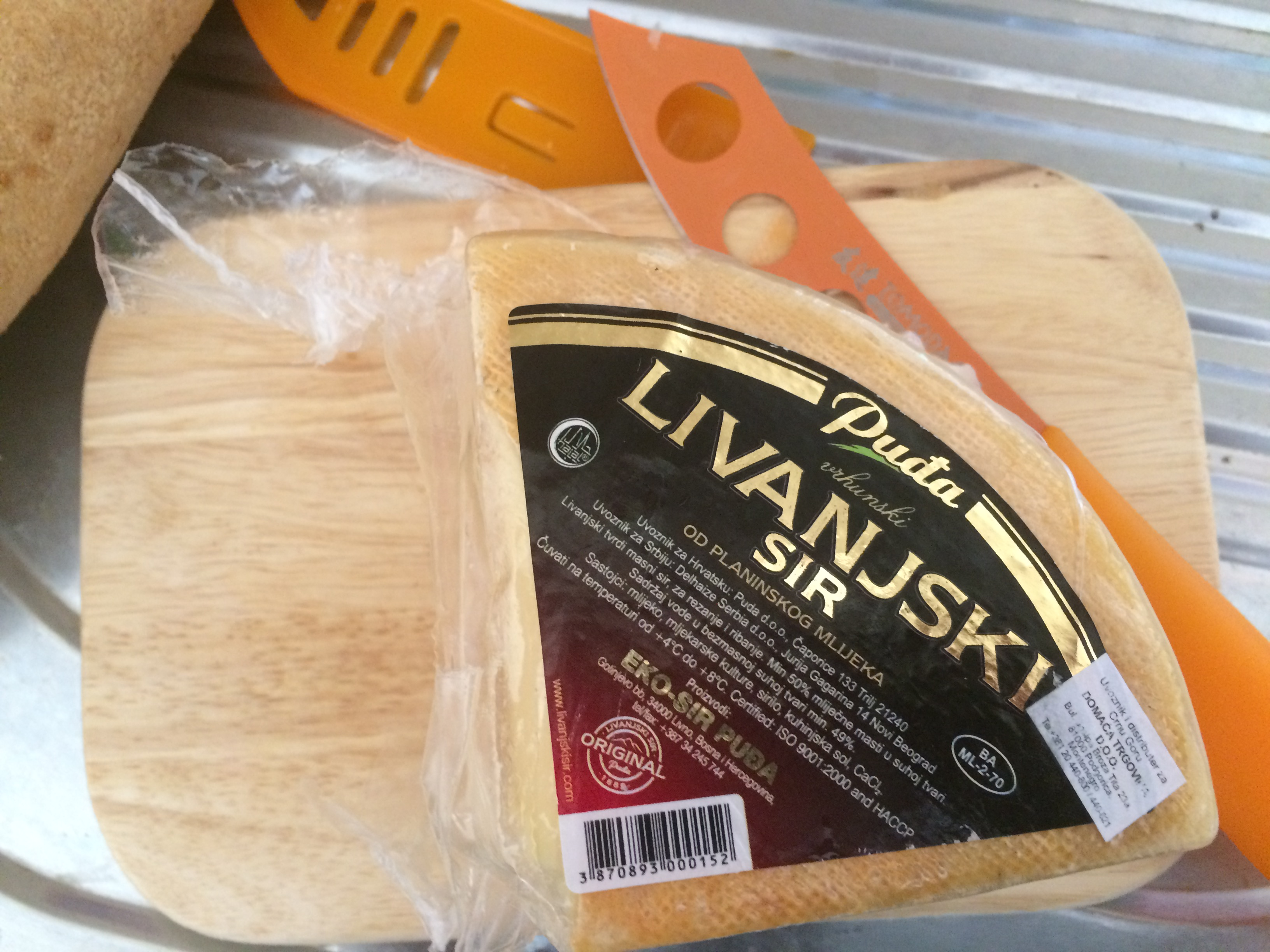
پنیر از لیونو

- پنیر لیونو - پنیر زرد خشک از شهر لیونو در غرب بوسنی و روستاهای اطراف آن.
- پنیر Vlašić - پنیر کوهستانی شبیه به طعم نمک Travnički، از روستاهای کوه Vlašić در مرکز بوسنی و هرزگوین سرچشمه می گیرد.
- پنیر دودی بوسنیایی - یک پنیر دودی کم چرب خشک و تند
- کجمک – لبنیات خامه‌ای، شبیه خامه لخته شده
- پاولاکا - یک محصول خامه ترش مانند کرم فریشه
- پنیر در گونی - پنیر کهنه شده در پوست گوسفند که معمولاً در منطقه هرسگوین تهیه می شود

## دسر
- باقلوا
- حلوا

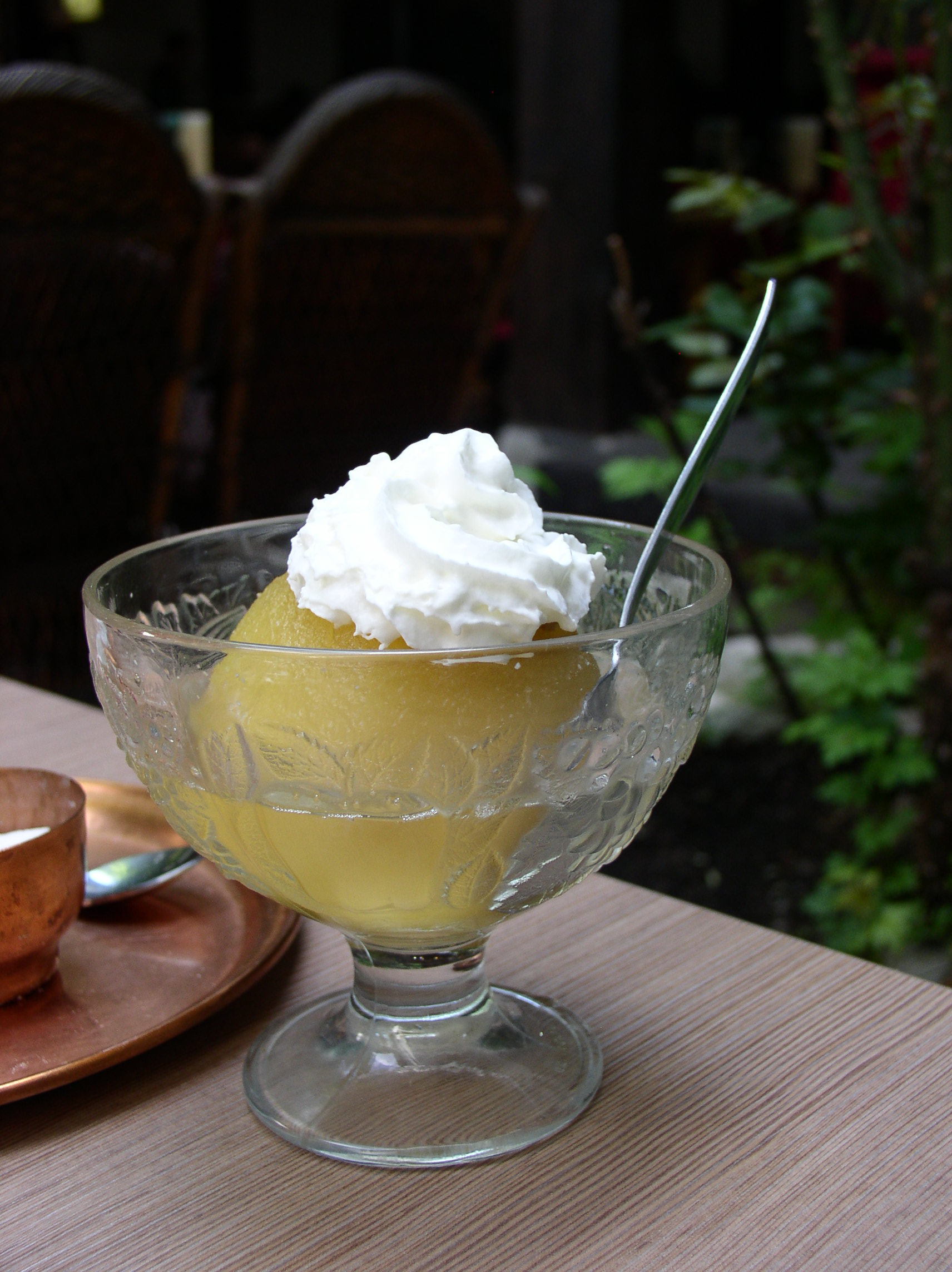
توفاهیجا

- Hurmašica - شیرینی خرمایی شکل که در شربتی شیرین آغشته شده است
- Jabukovača - شیرینی ساخته شده از خمیر فیلو پر شده با سیب
- کادایف
- کروفنا – دونات پر شده
- کرمپیتا
- اوبلندا، ویفر با فیل گردو
- پالاچینکا ( کرپ )
- پکمز
- راحتلوکم ( لذف ترکی )
- روژیکا – شبیه باقلوا است، اما در یک رول کوچک همراه با کشمش پخته می شود [۱]
- روسکه کاپه (ترجمه کلاه روسی ، جمع)
- شامپیتا - یک دسر از نوع گل ختمی با پوسته خمیر فیلو
- سوتلیجاش ، پودینگ برنج
- توفاهیجا – سیب کامل خورشتی پر شده با مغز گردو
- تولوبا - خمیر سرخ شده با شربت شیرین شده است

## ذائقه، چاشنی و نان
- آجوار
- پیندجور
- گیاهی
- نان پیتا [۲] و پیتای ماه رمضان (با دانه های Ćurokot). [۳]
- پوگاچا
- Djevrek
- لپینجا
- Uštipci

## نوشیدنی های الکلی
شراب ها عمدتاً در هرزگوین ، در مناطق موستار ، چیتلوک ، لیبوشکی ، استولاک ، دومانوویچی و میجوگورجه تولید می شوند.
- پلینکوواک
- راکیجا
- بلاتینا
- ژیلاوکا
- مشروبات الکلی محلی از آلو، گلابی یا انگور با محتوای الکل 45 درصد و بالاتر تقطیر می شود.
- Šljivovica (براندی آلو)

## نوشیدنی های غیر الکلی

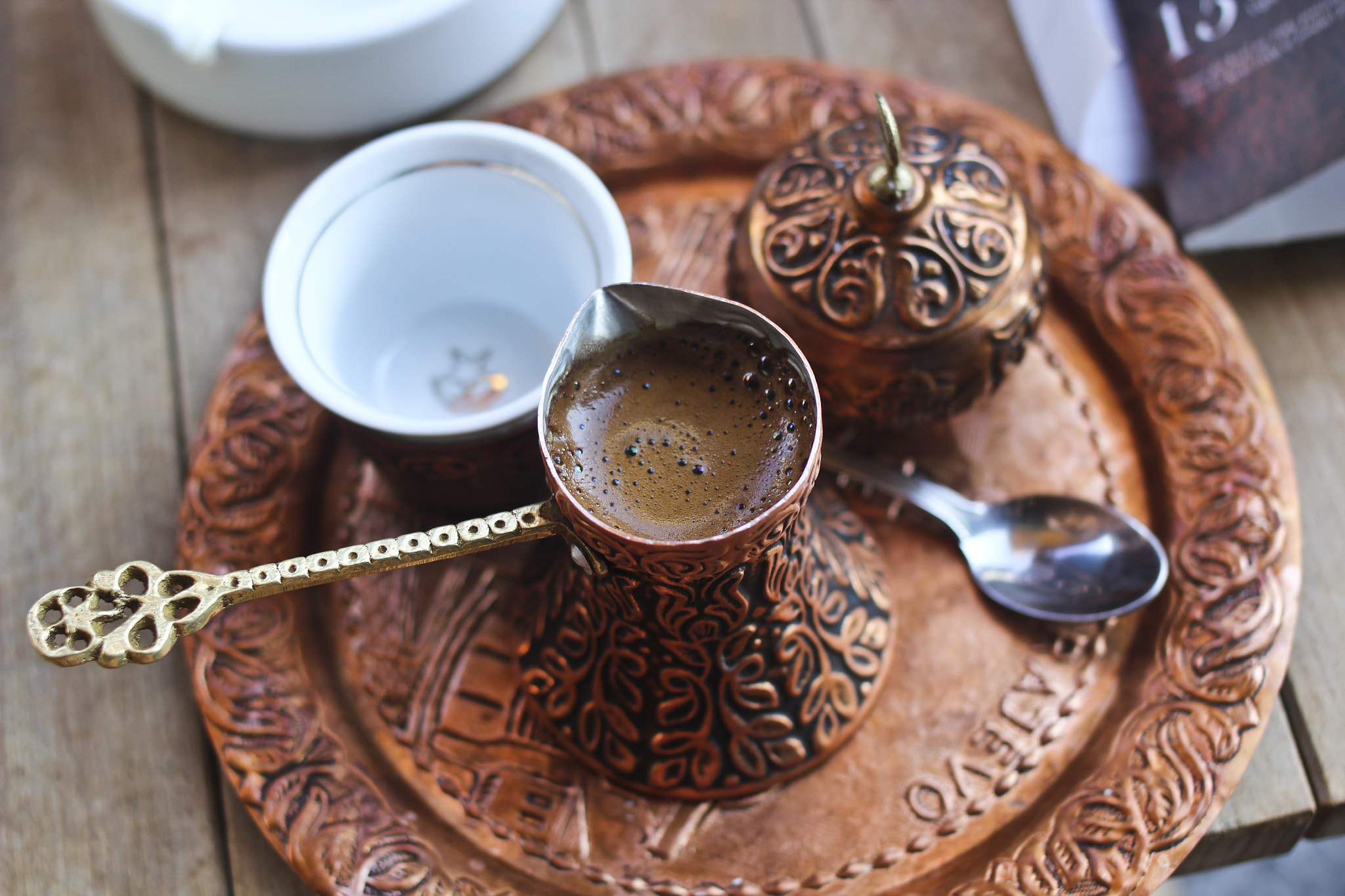
قهوه بوسنیایی

- کفیر
- قهوه بوسنیایی
- شربه
- زووا (آب گل سنجد)
- اسمرکا - تخمیر آب توت درخت عرعر

## ظروف آشپزخانه
- ساچ

## گالری

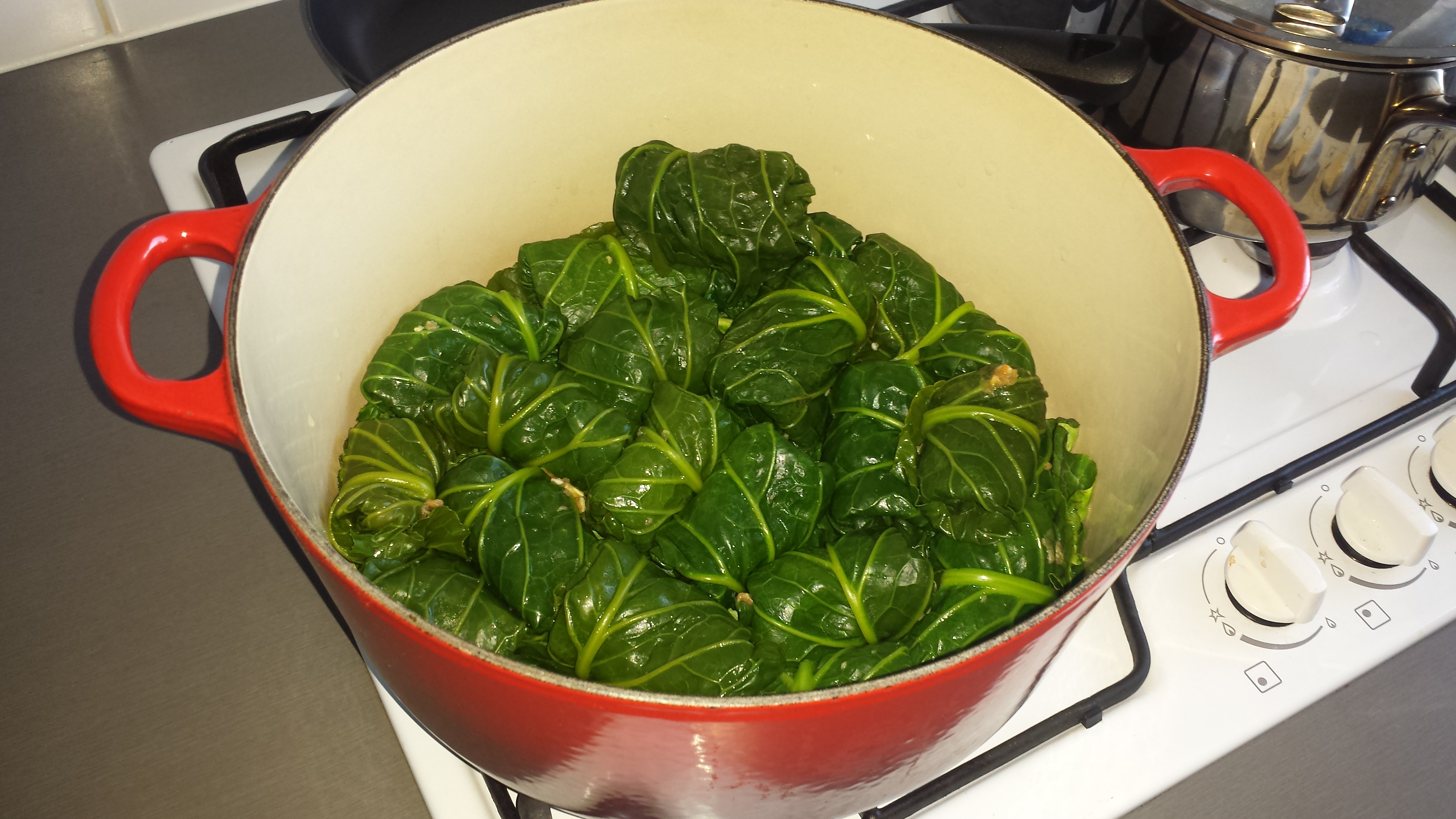
سبزی کولارد پر شده
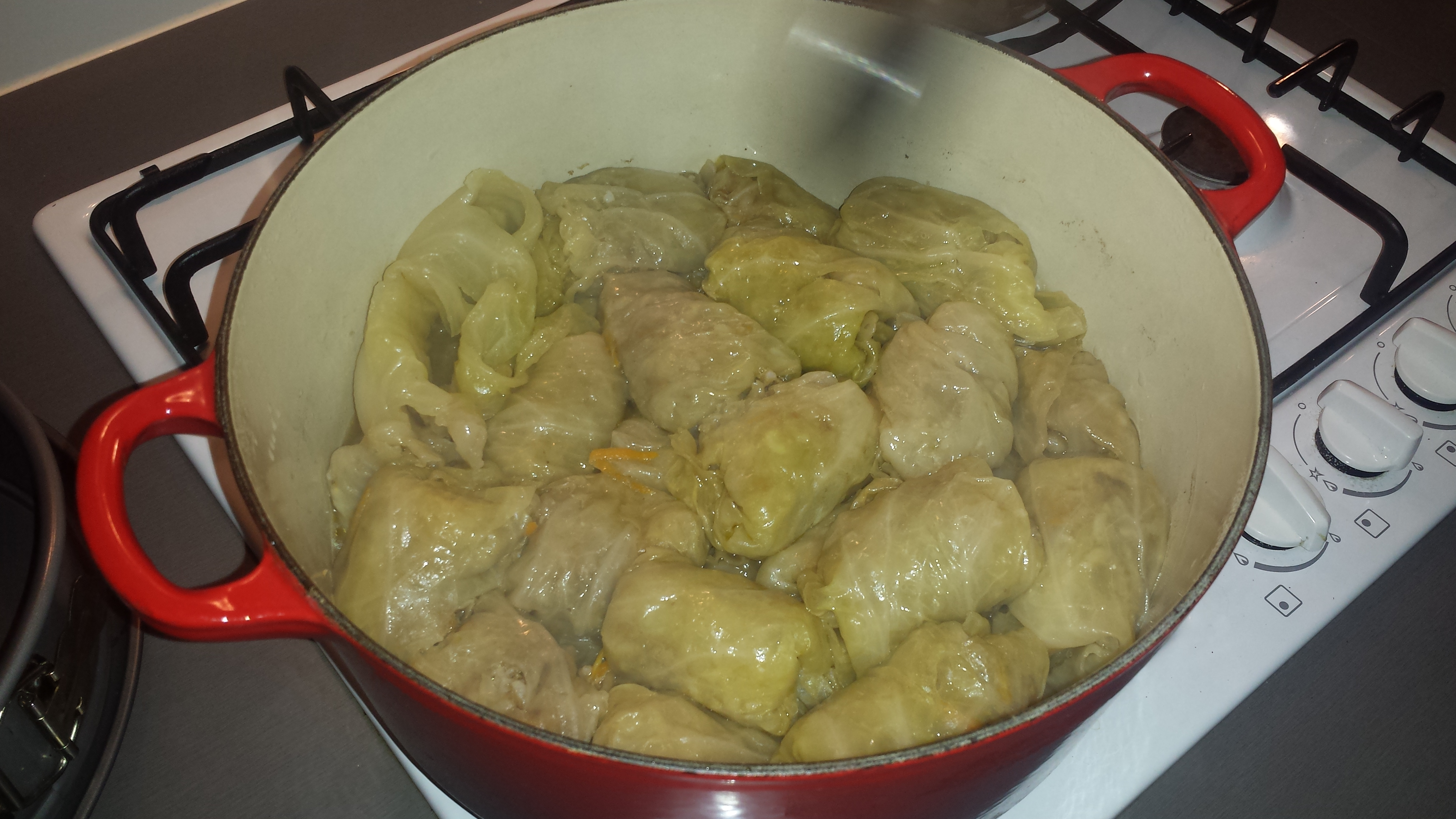
سرما
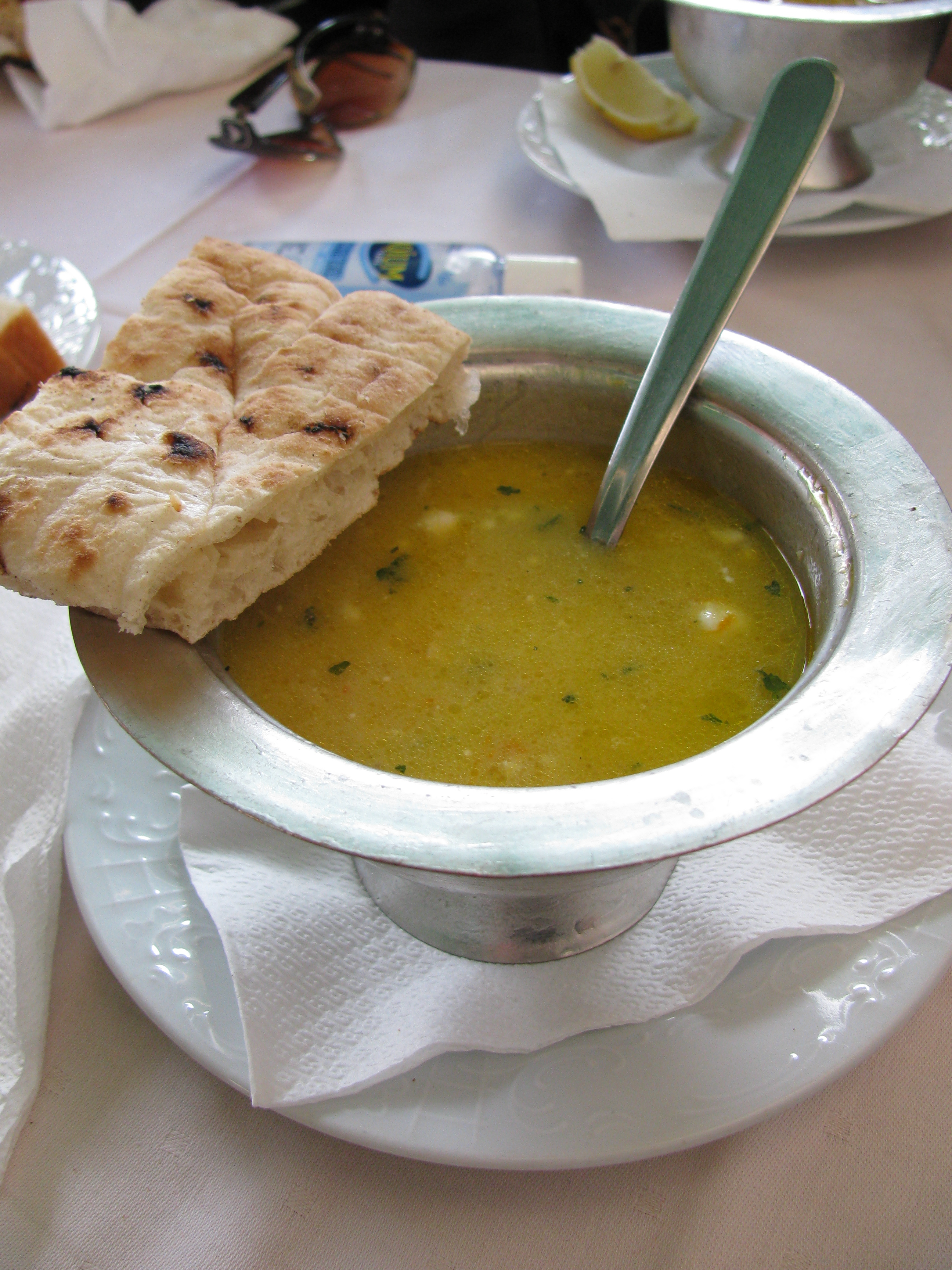
بگووا چوربا در باشچارشیجا
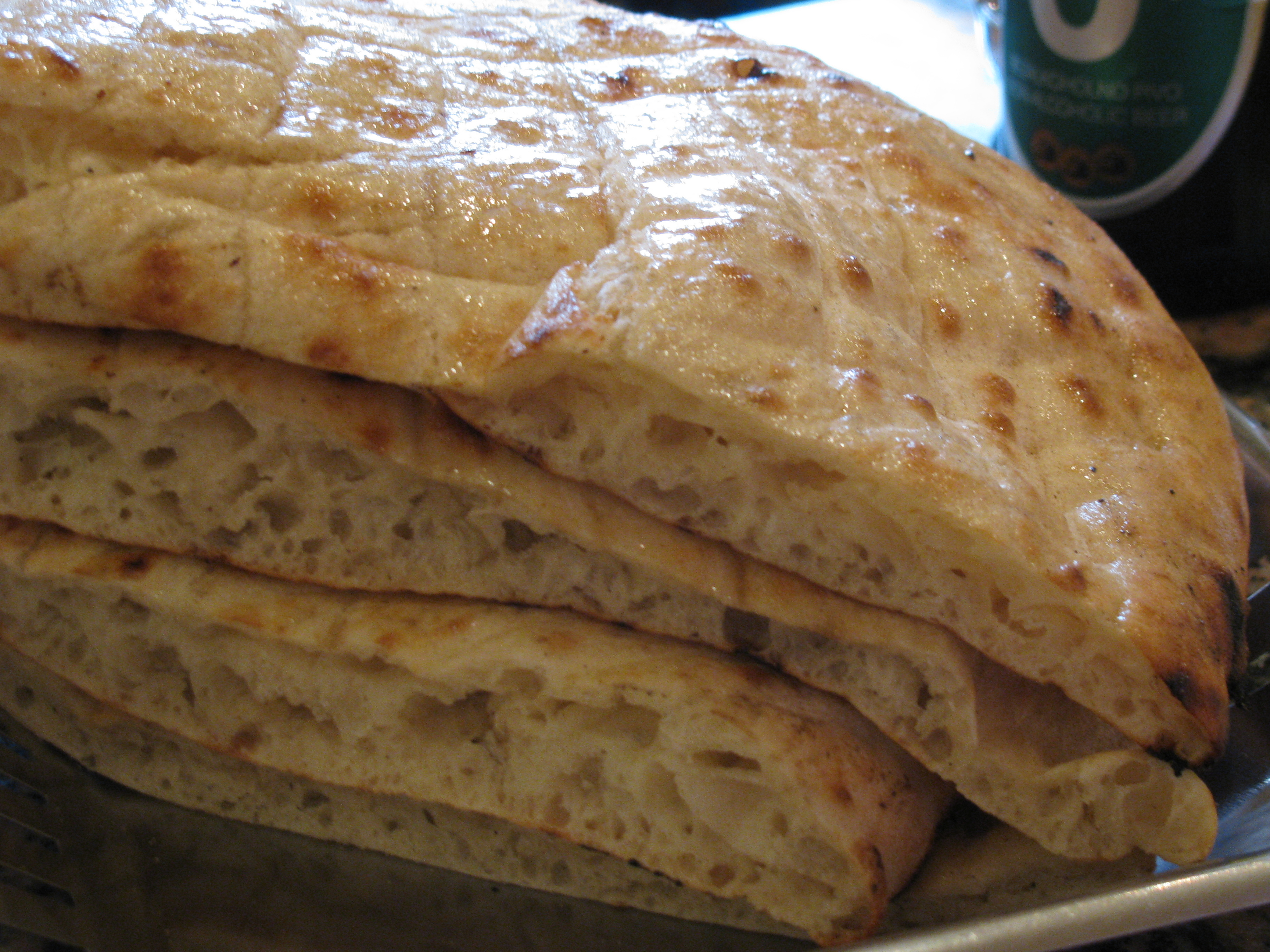
سارایوسکی سومون
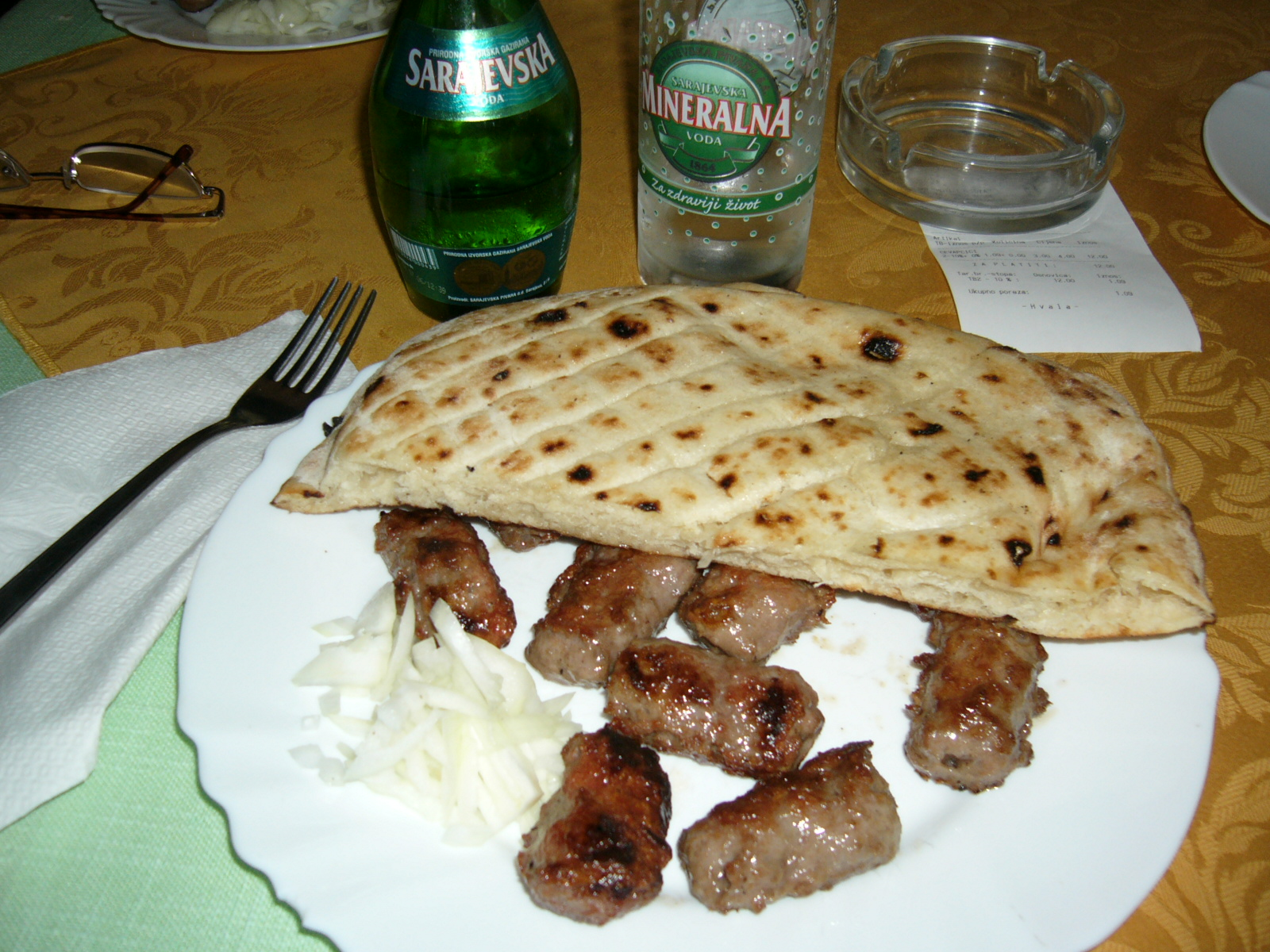
سارایوو Ćevapi
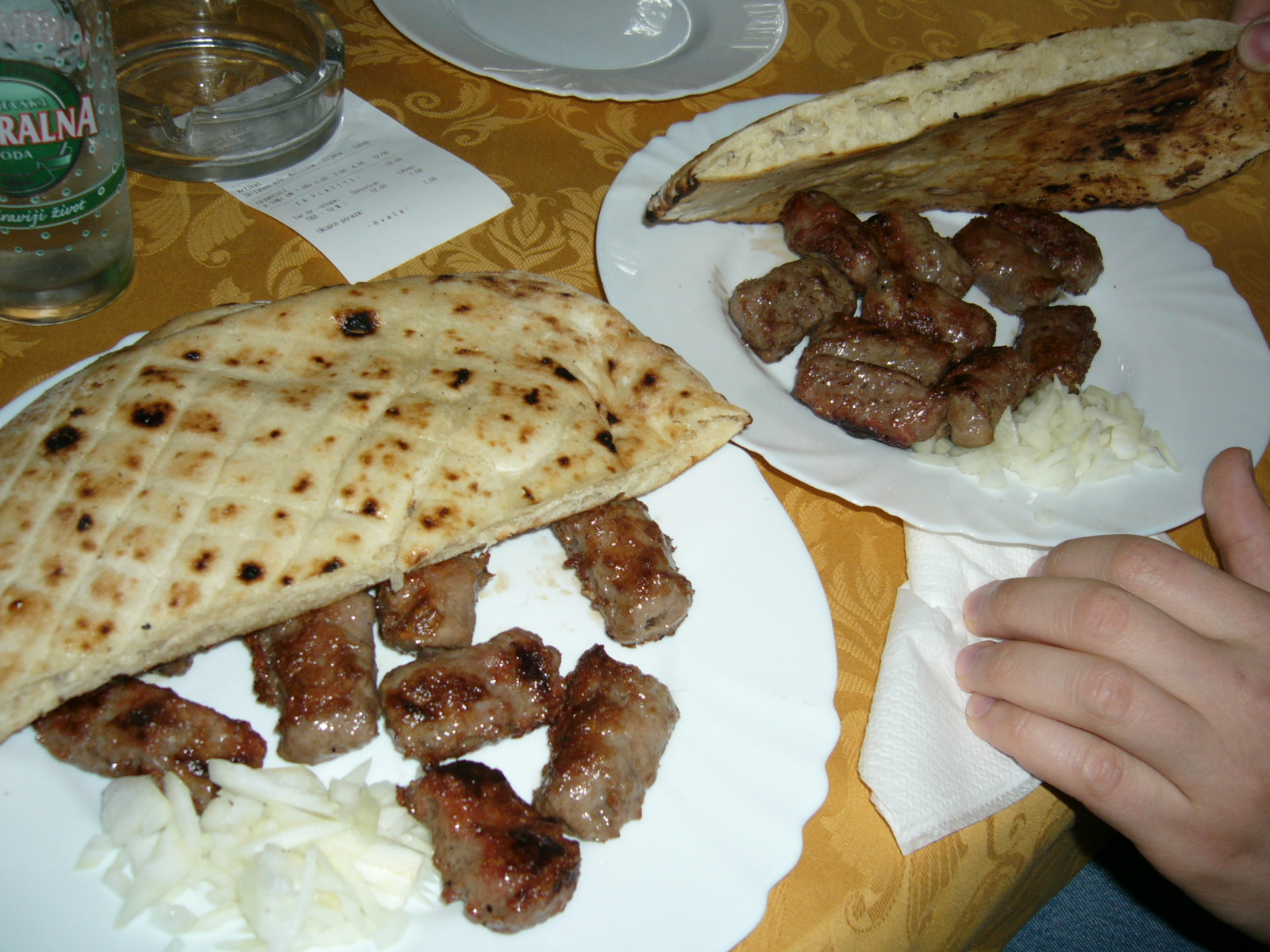
سارایوو Ćevapi
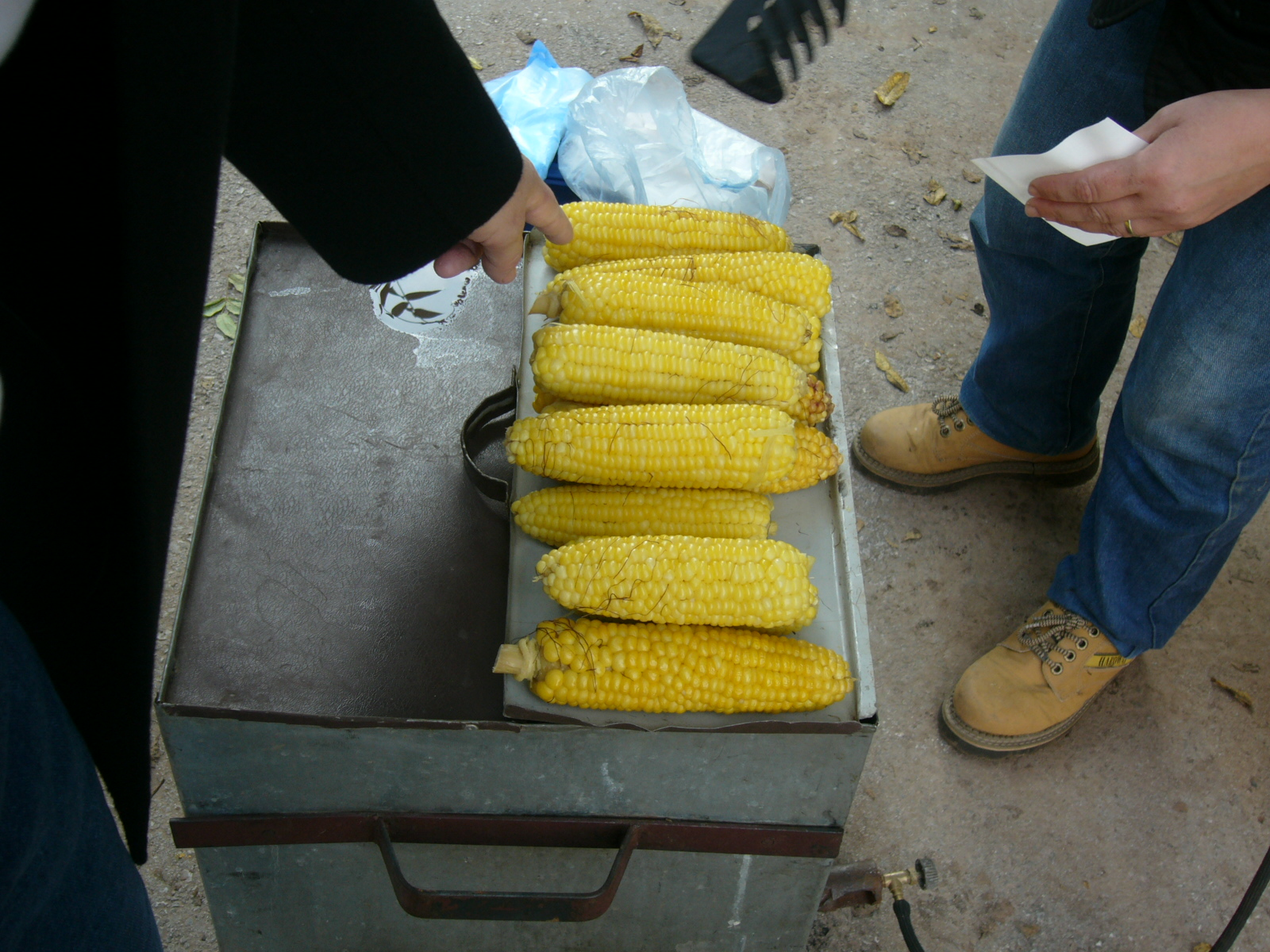
ذرت پخته شده
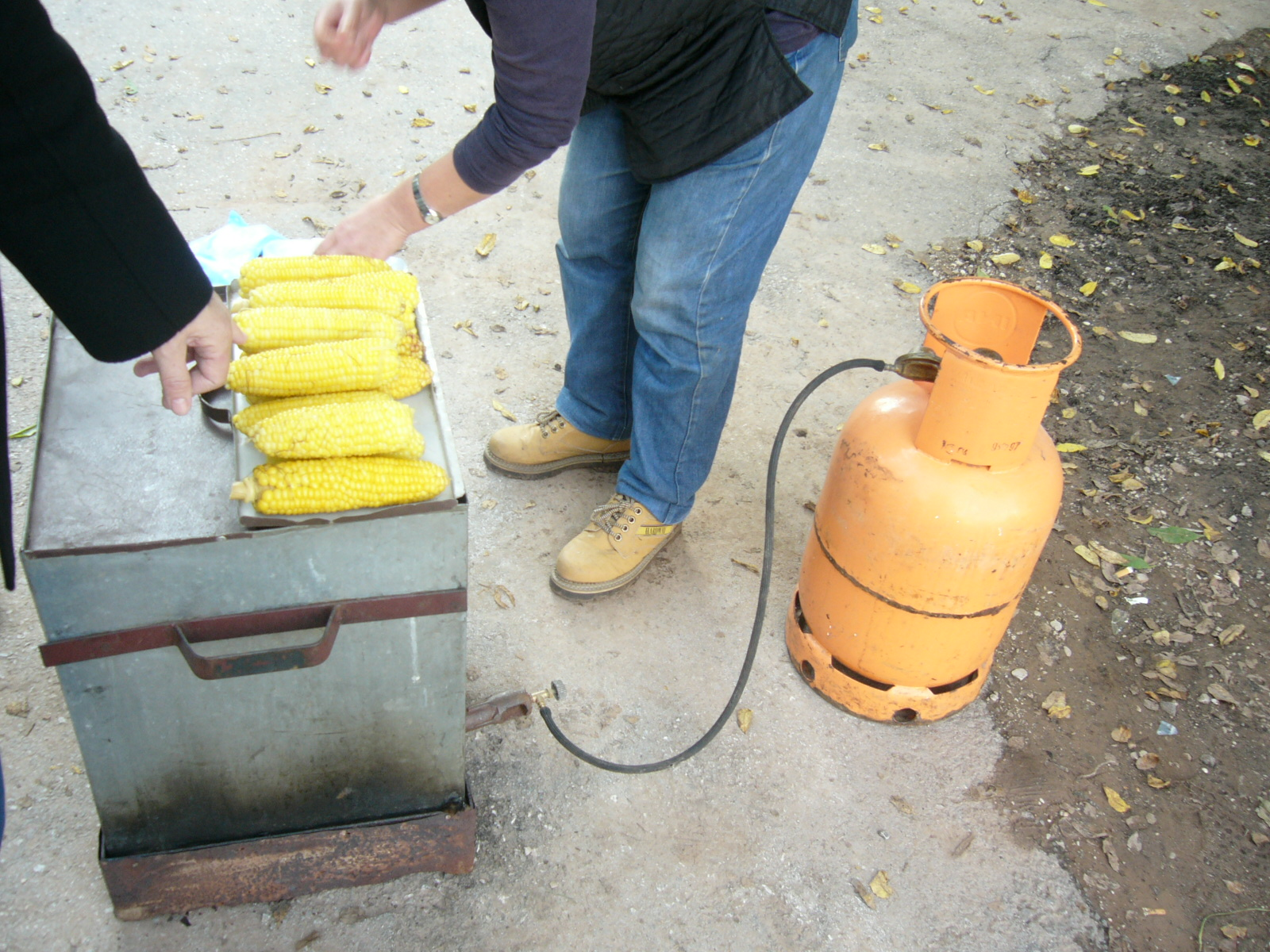
ذرت پخته شده
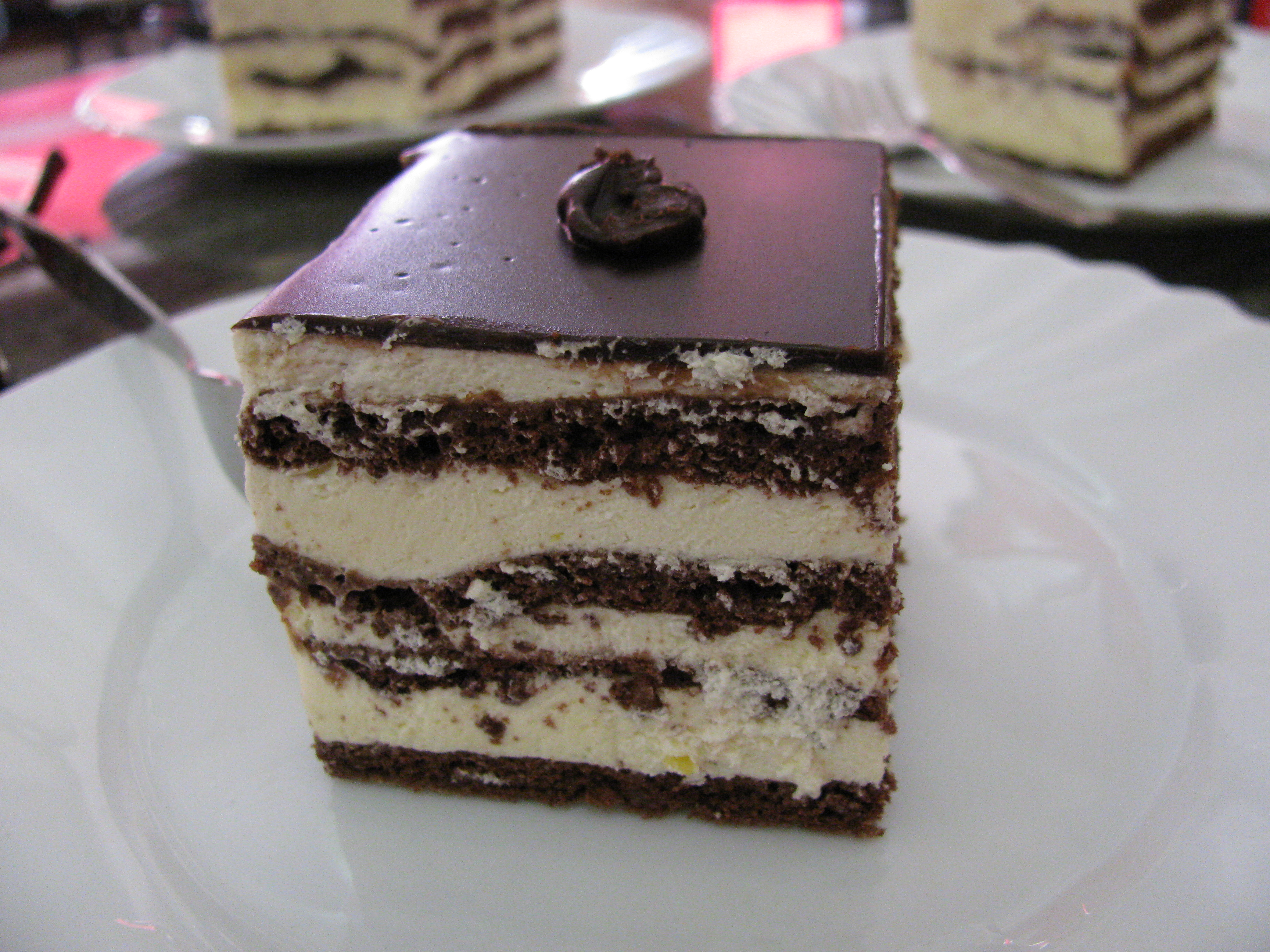
Boem šnita
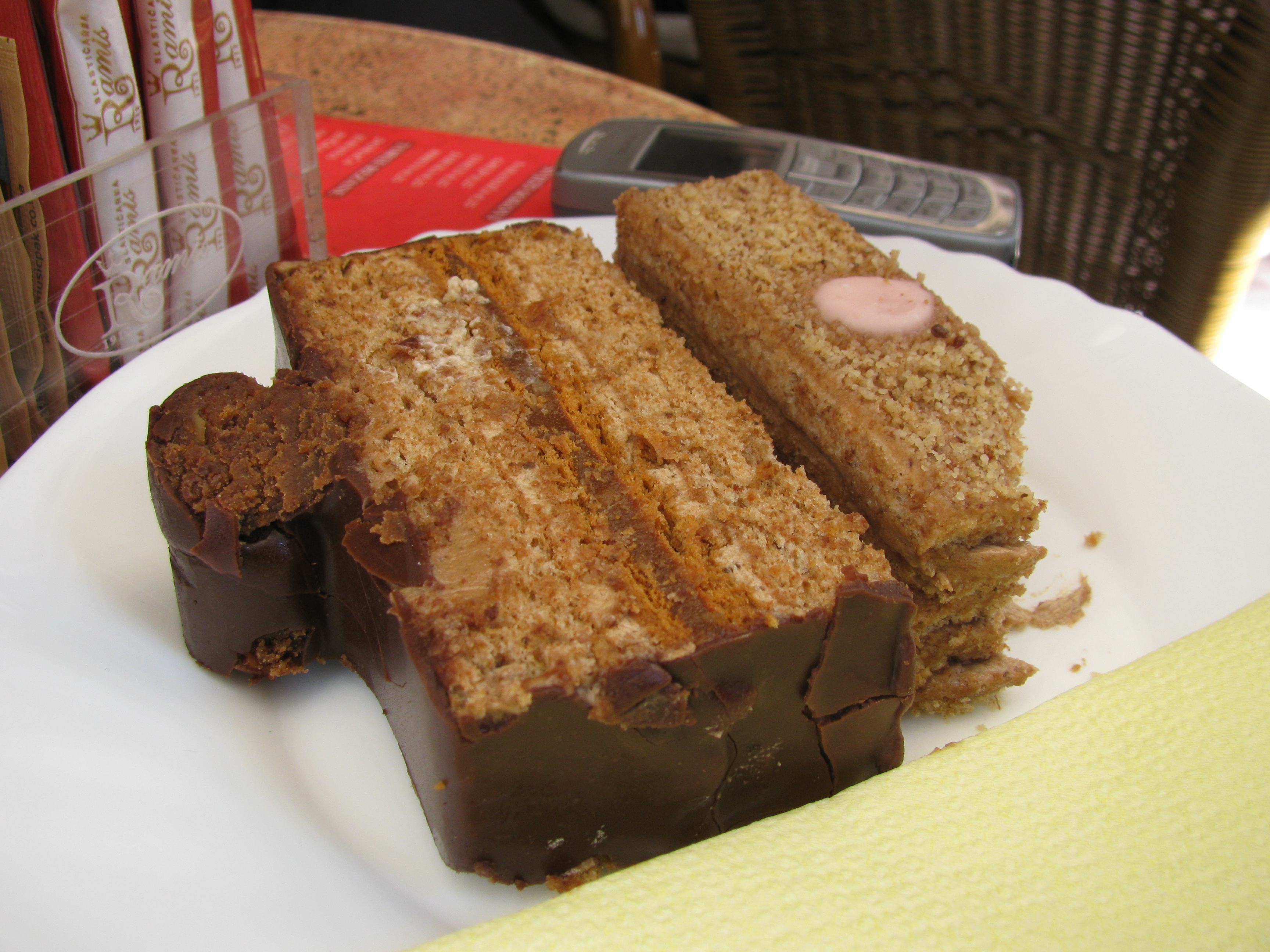
بوسانسکا شنیتا
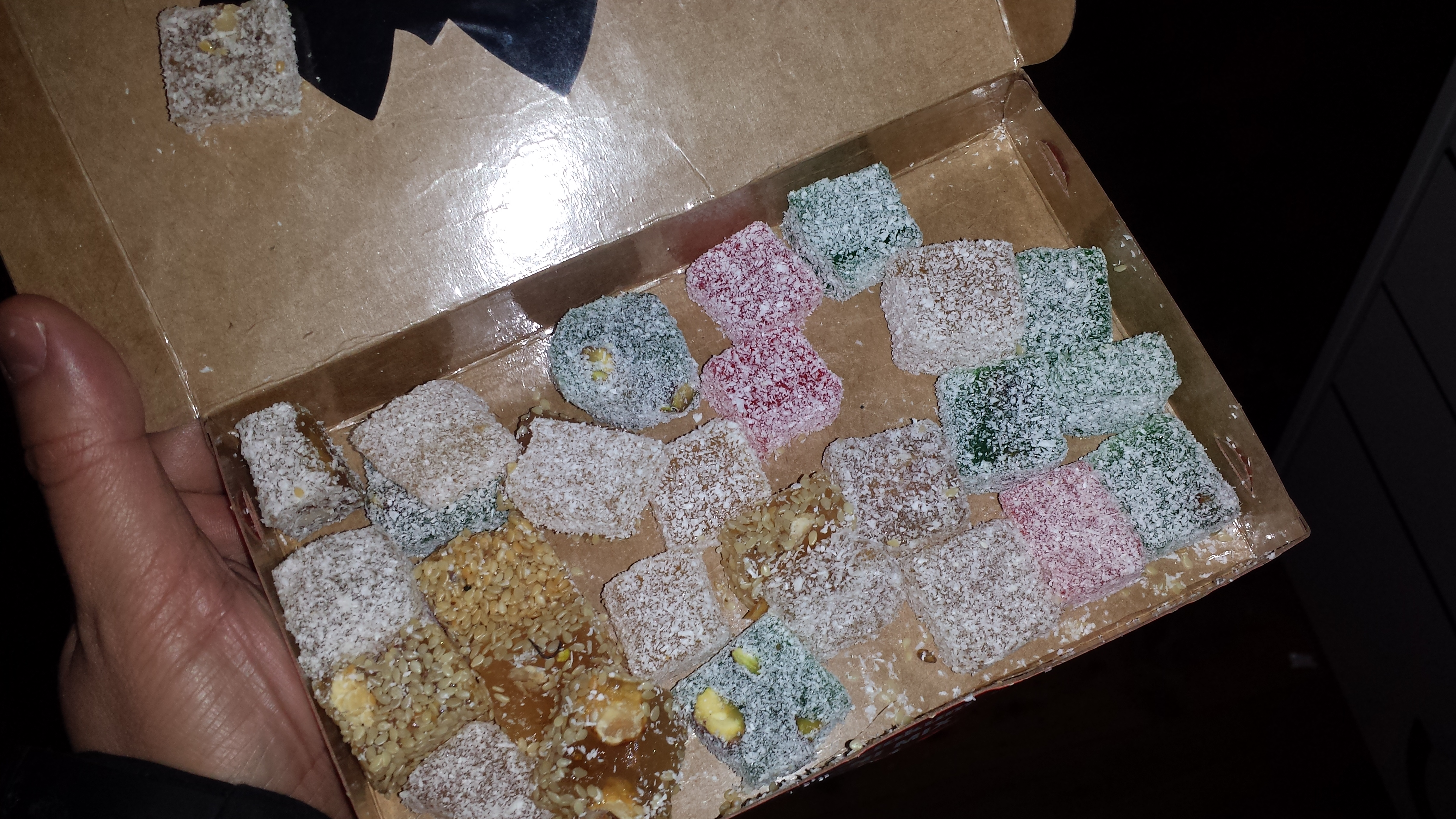
Sarajevski rahatlokum (مخلوط میوه)
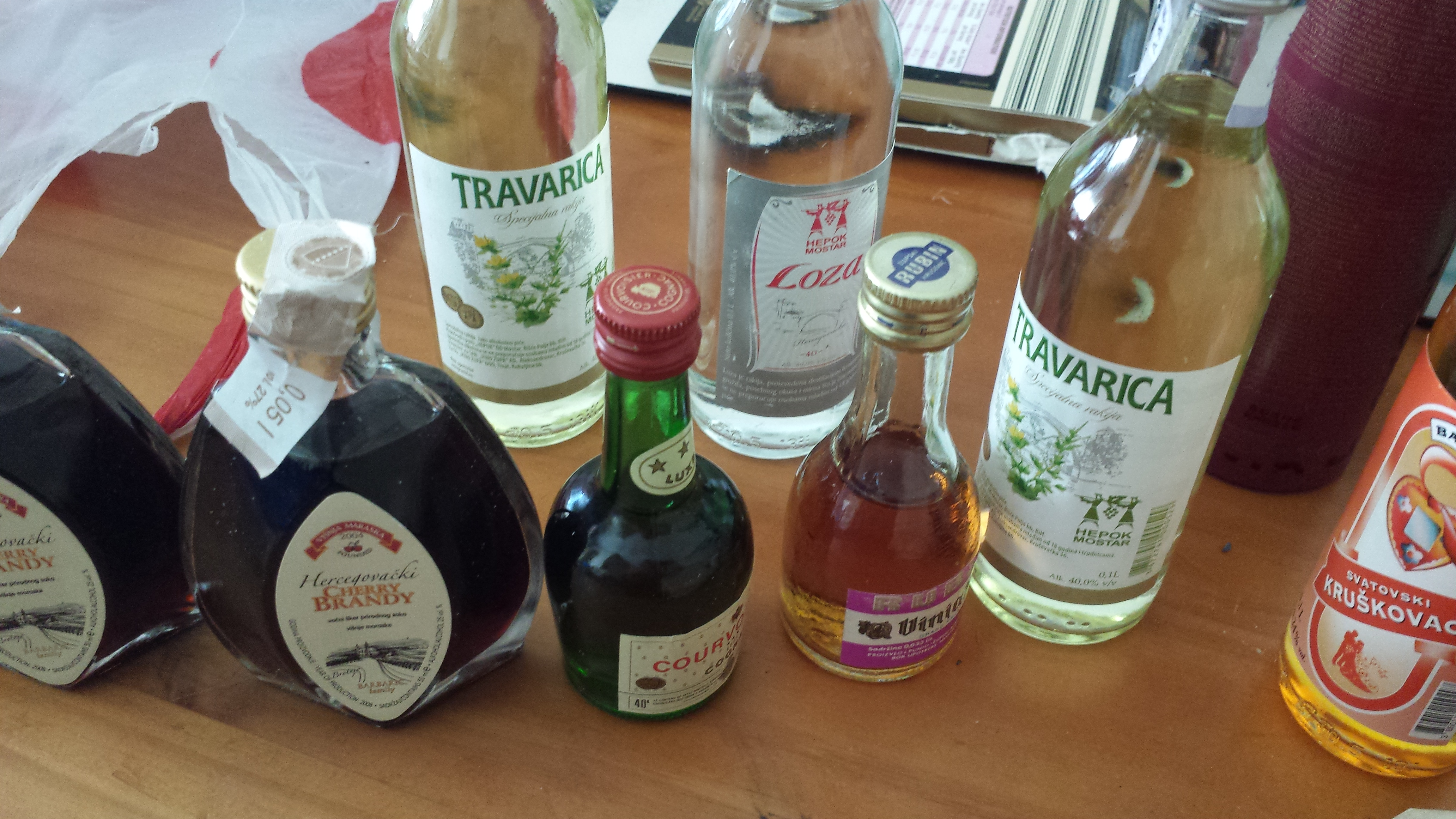
مشروبات الکلی بوسنیایی
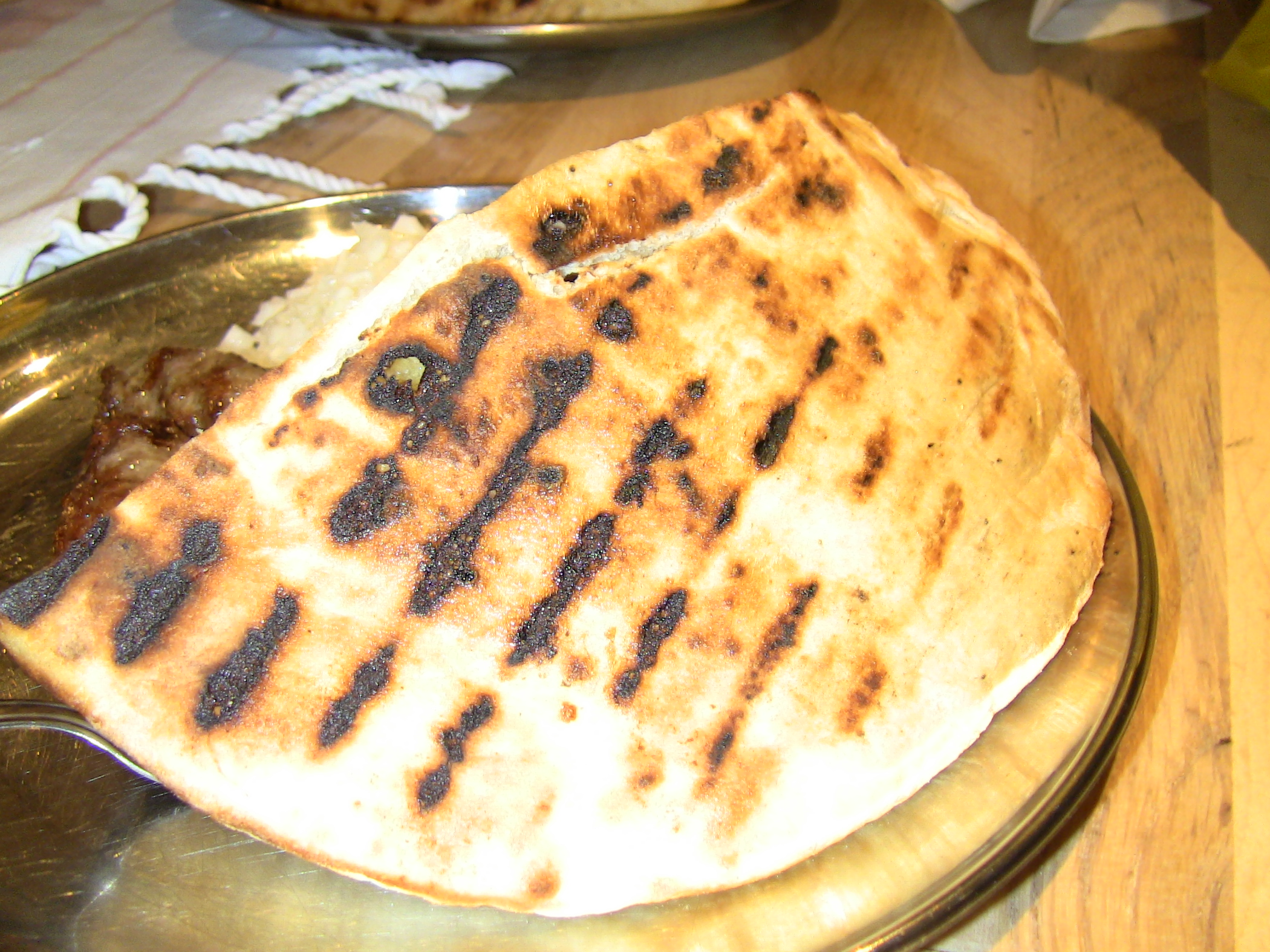
نان سومون (Sarajevski Ćevapi)
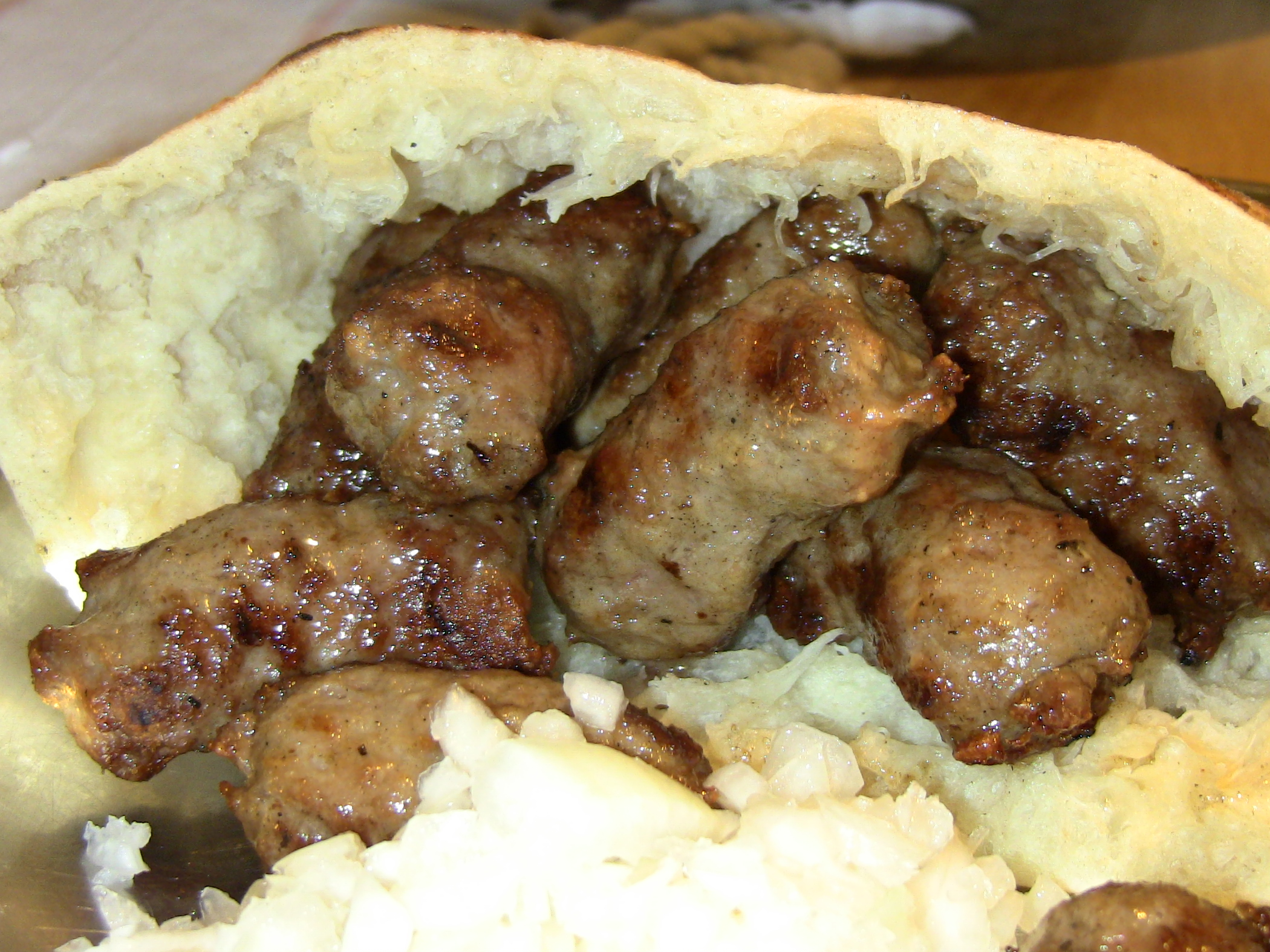
بوسنیایی Ćevapi (سارایوو)
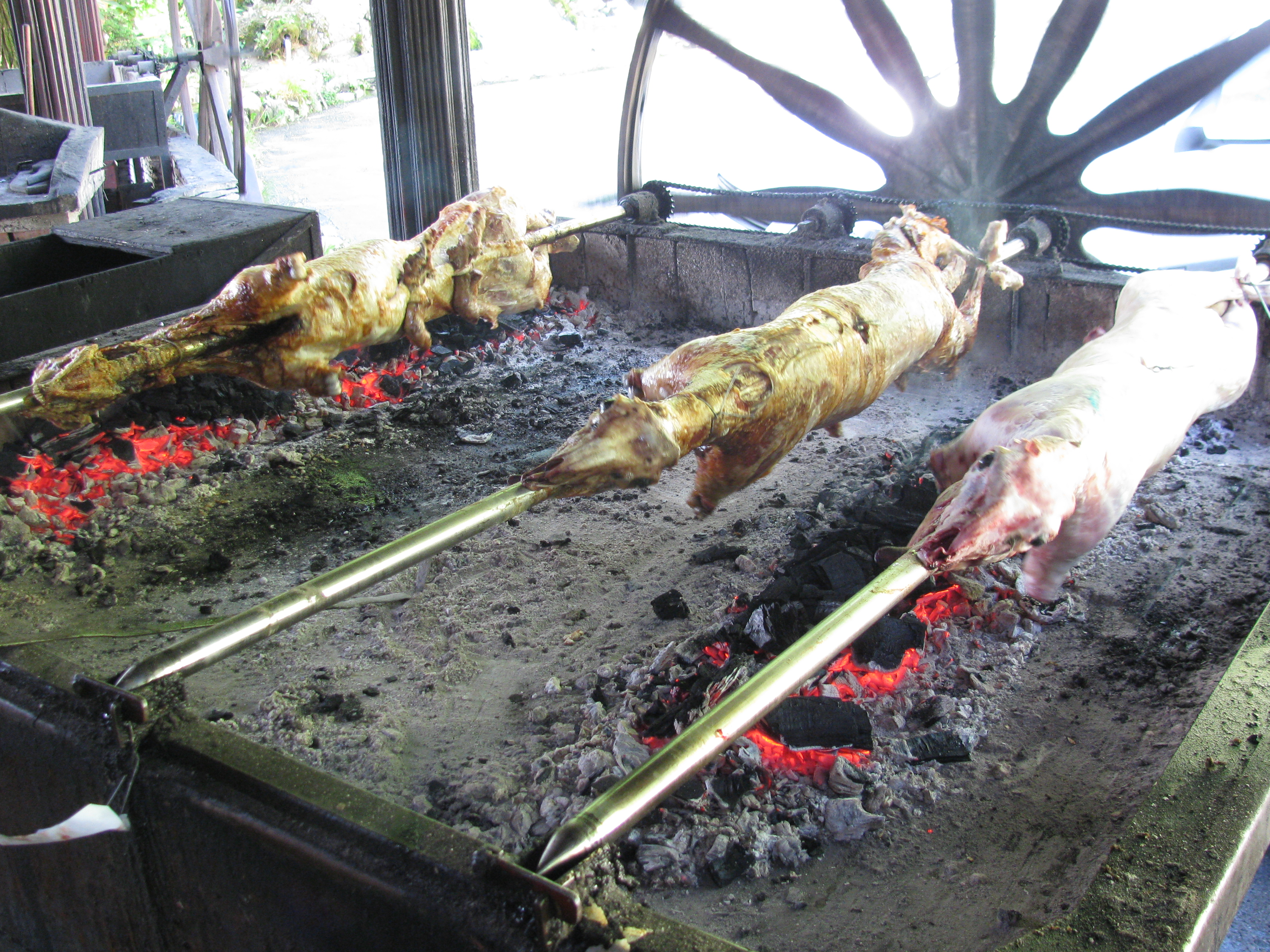
بره روی تف جابلانیسا
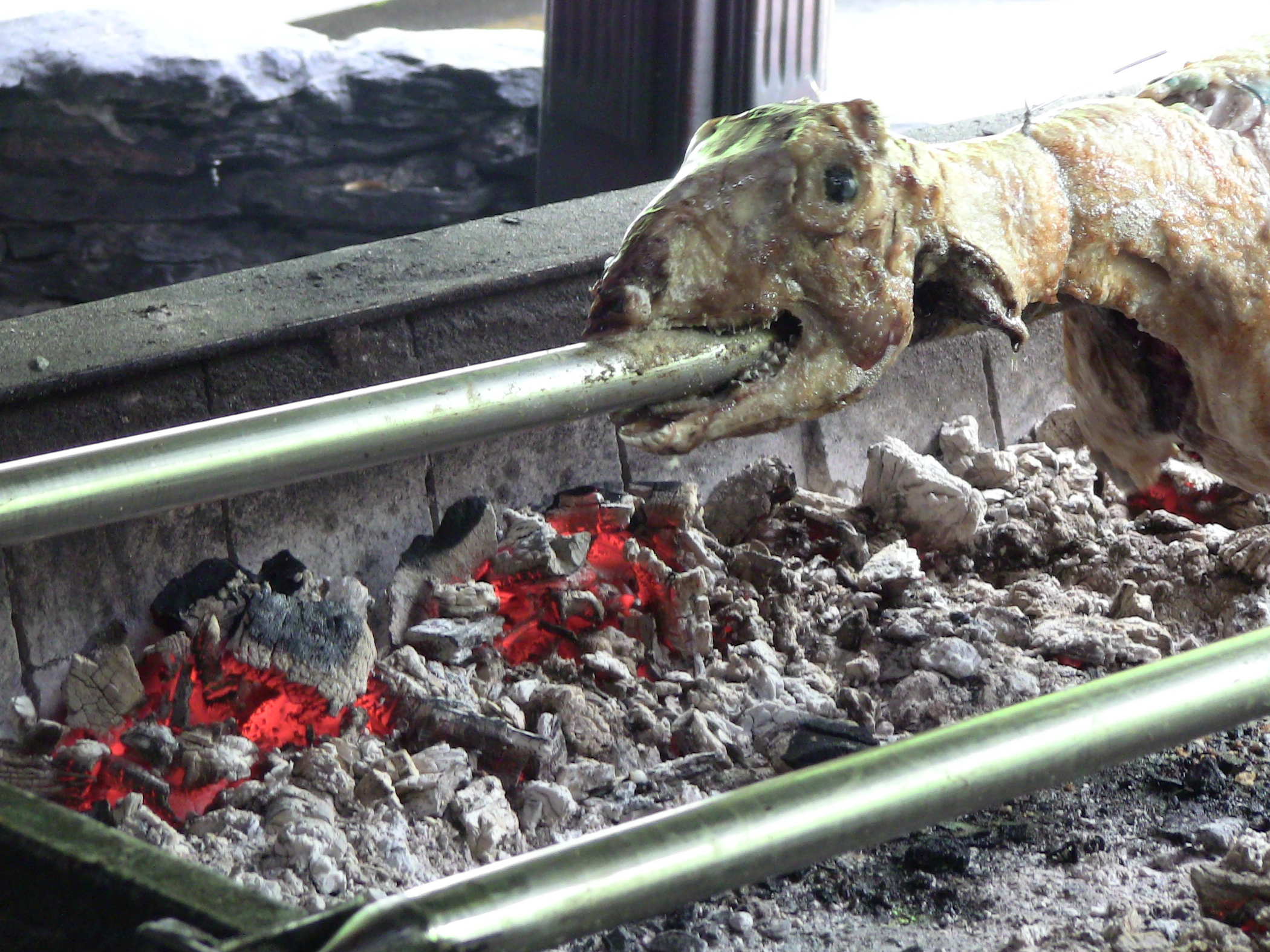
بره روی تف (جابلانیکا)
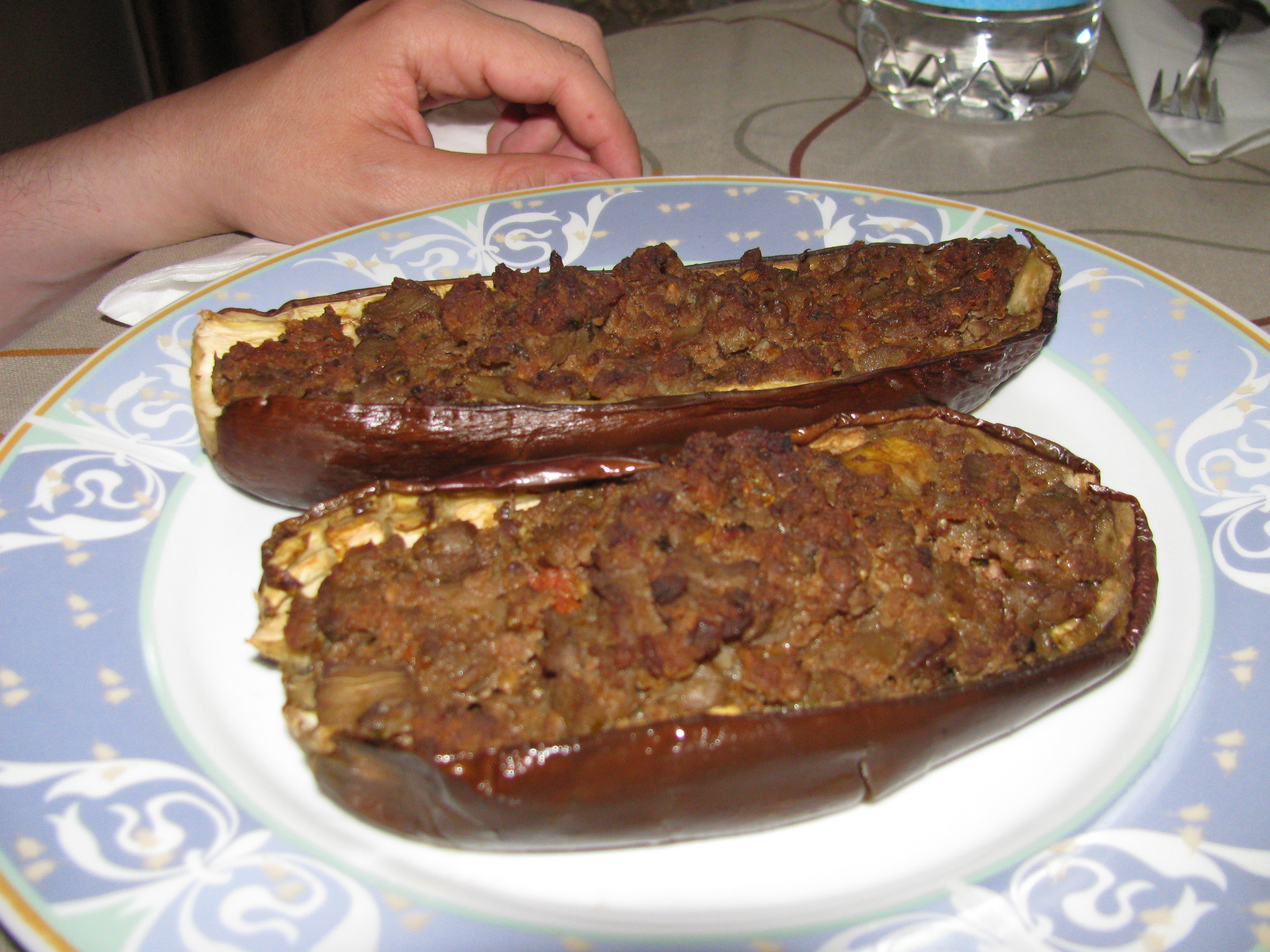
بادمجان شکم پر (Punjeni patlidžan)
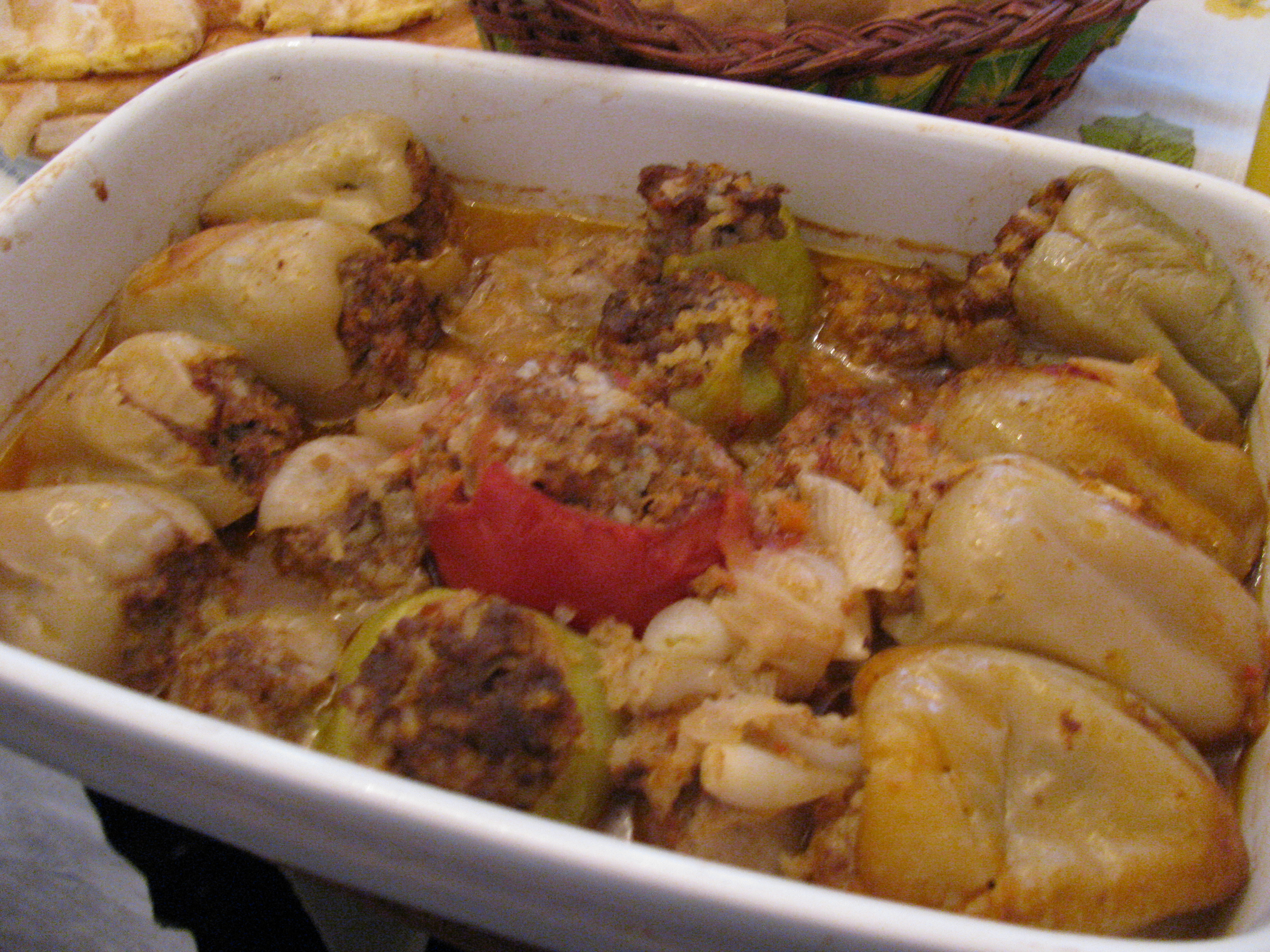
فلفل شکم پر
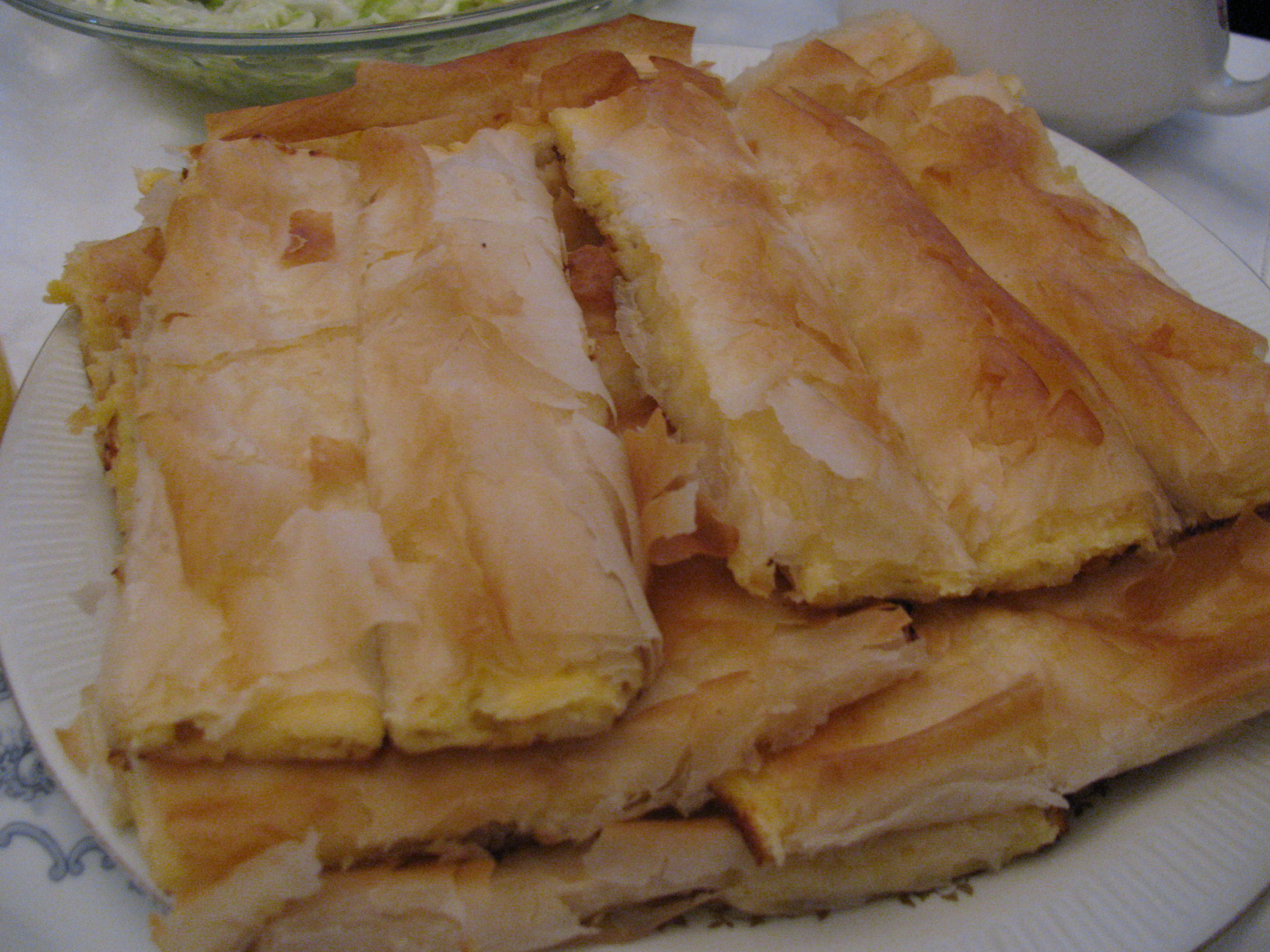
پای پنیر یا بورک پنیر
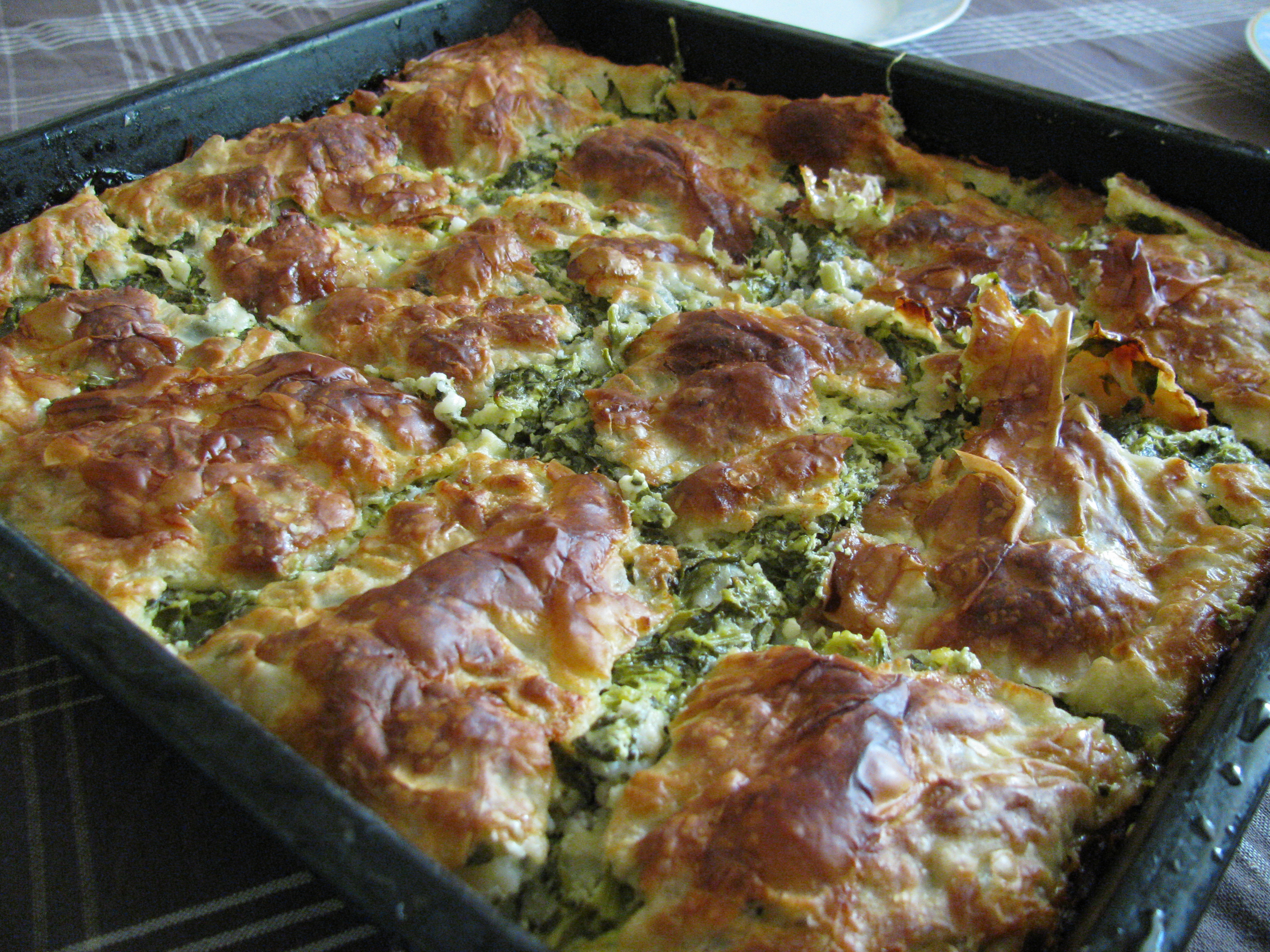
پای اسفناج
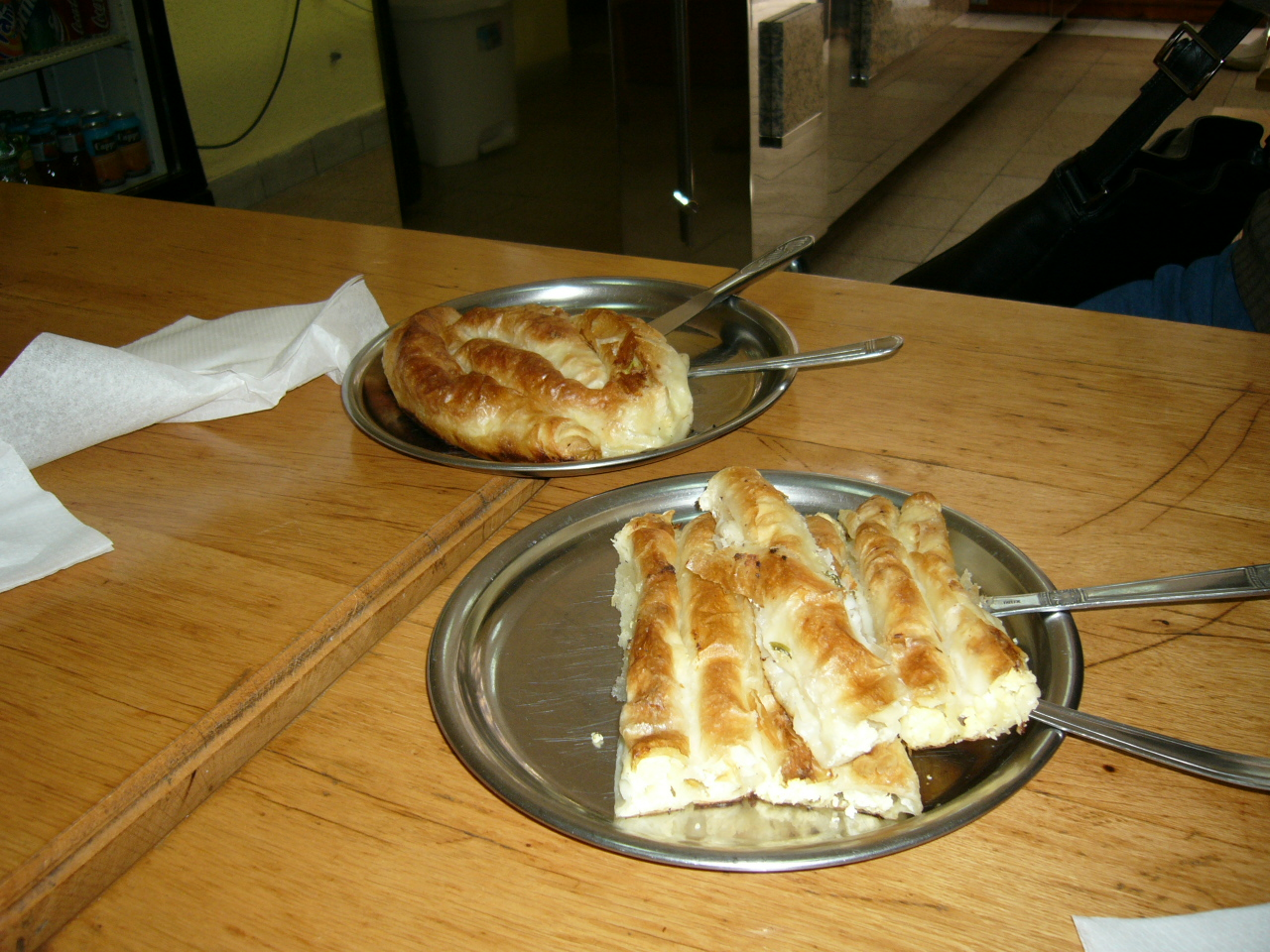
پای بوسنیایی به شکل چرخ و نوار
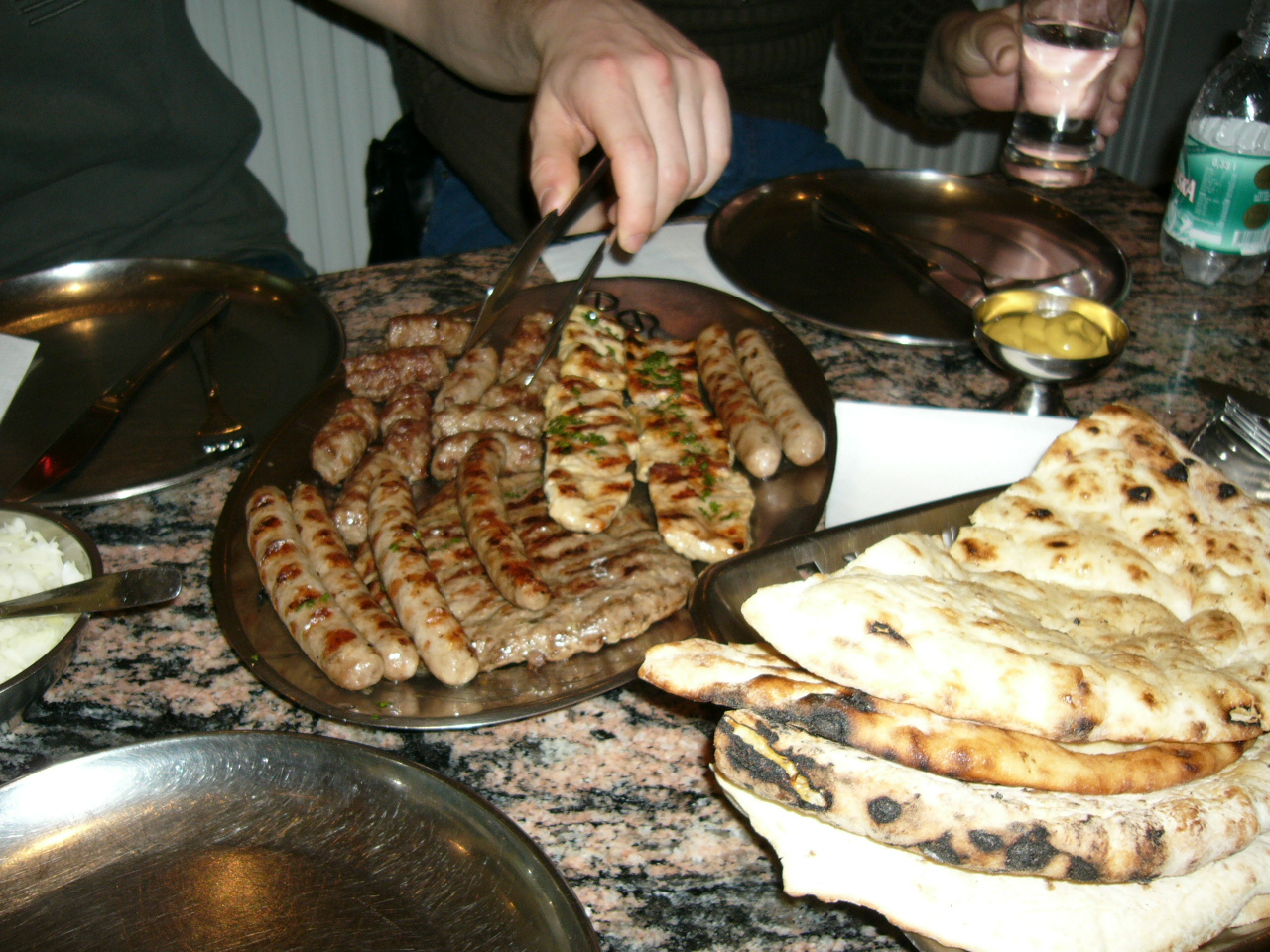
بشقاب های گوشت بوسنیایی
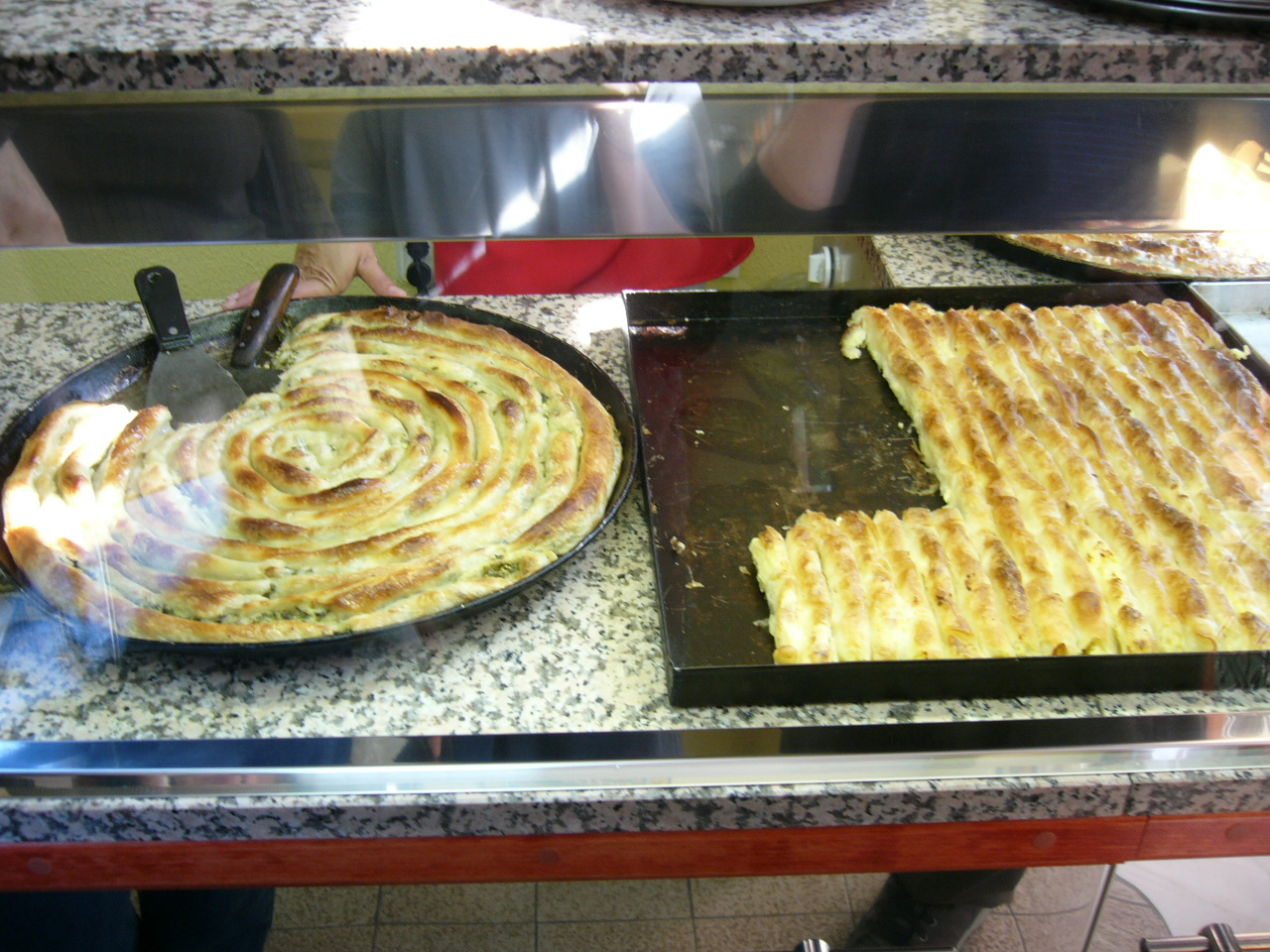
پای اسفناج و پای پنیر
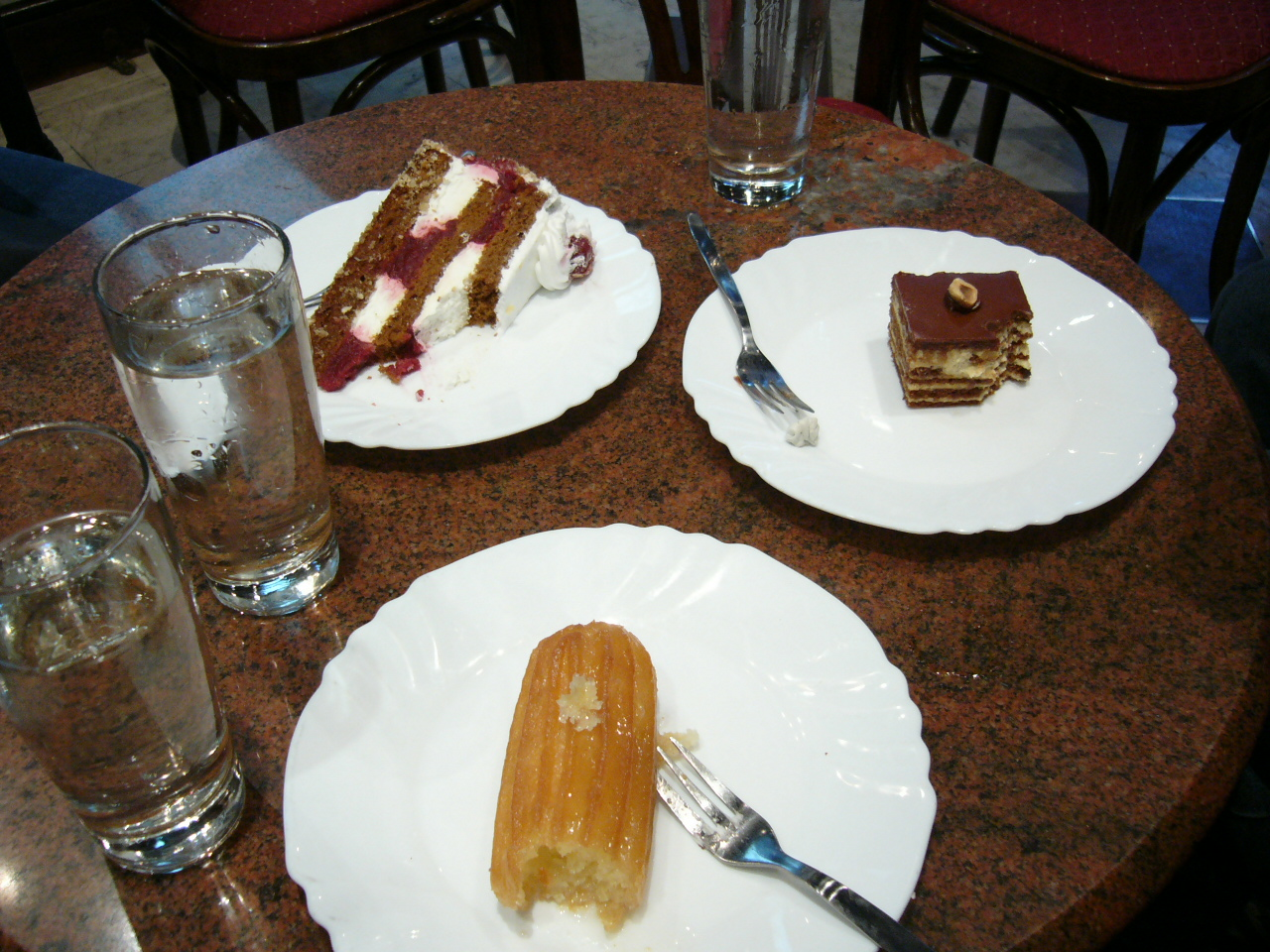
تولوبا (مقطع عرضی)
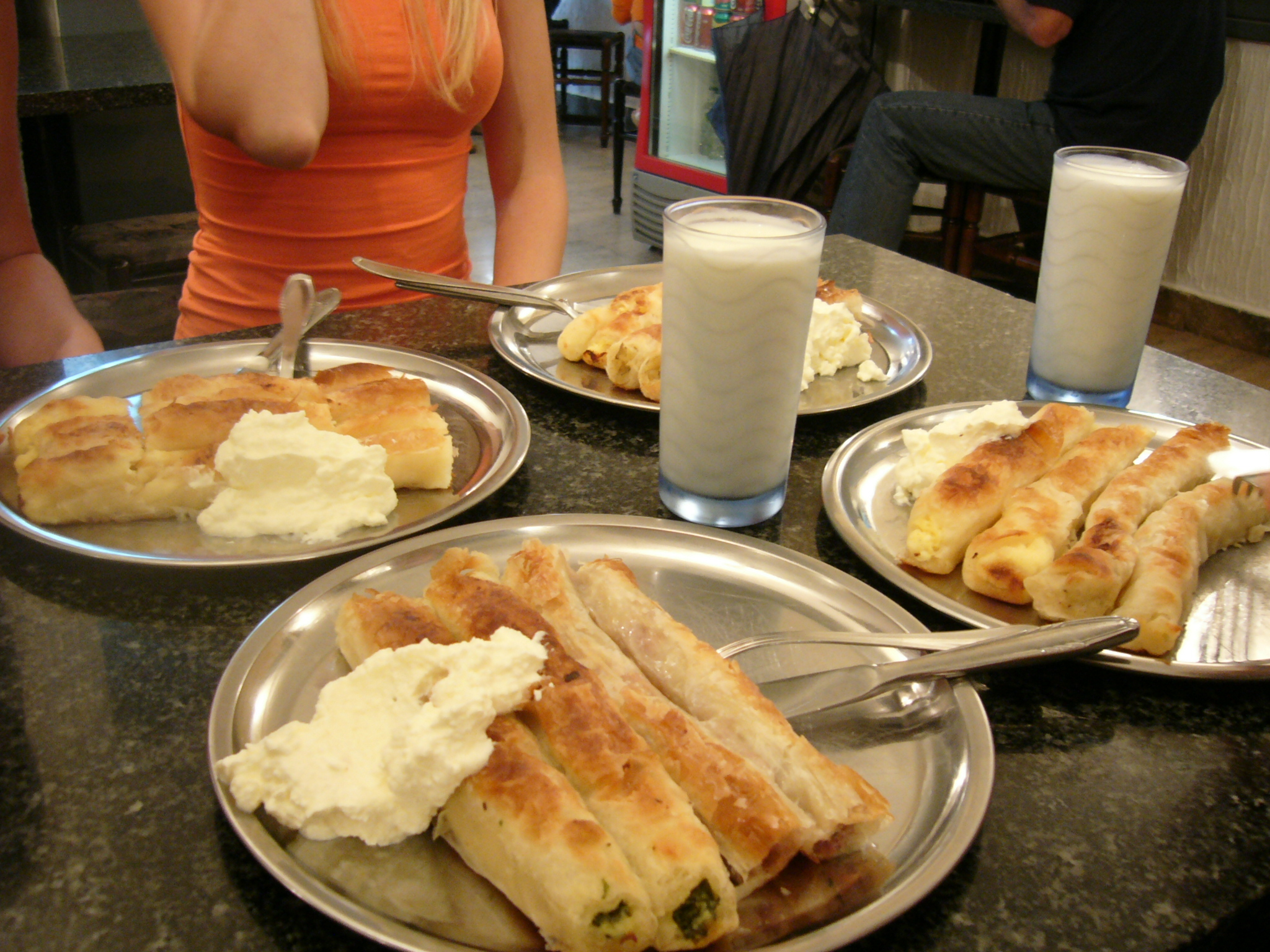
پای بوسنیایی
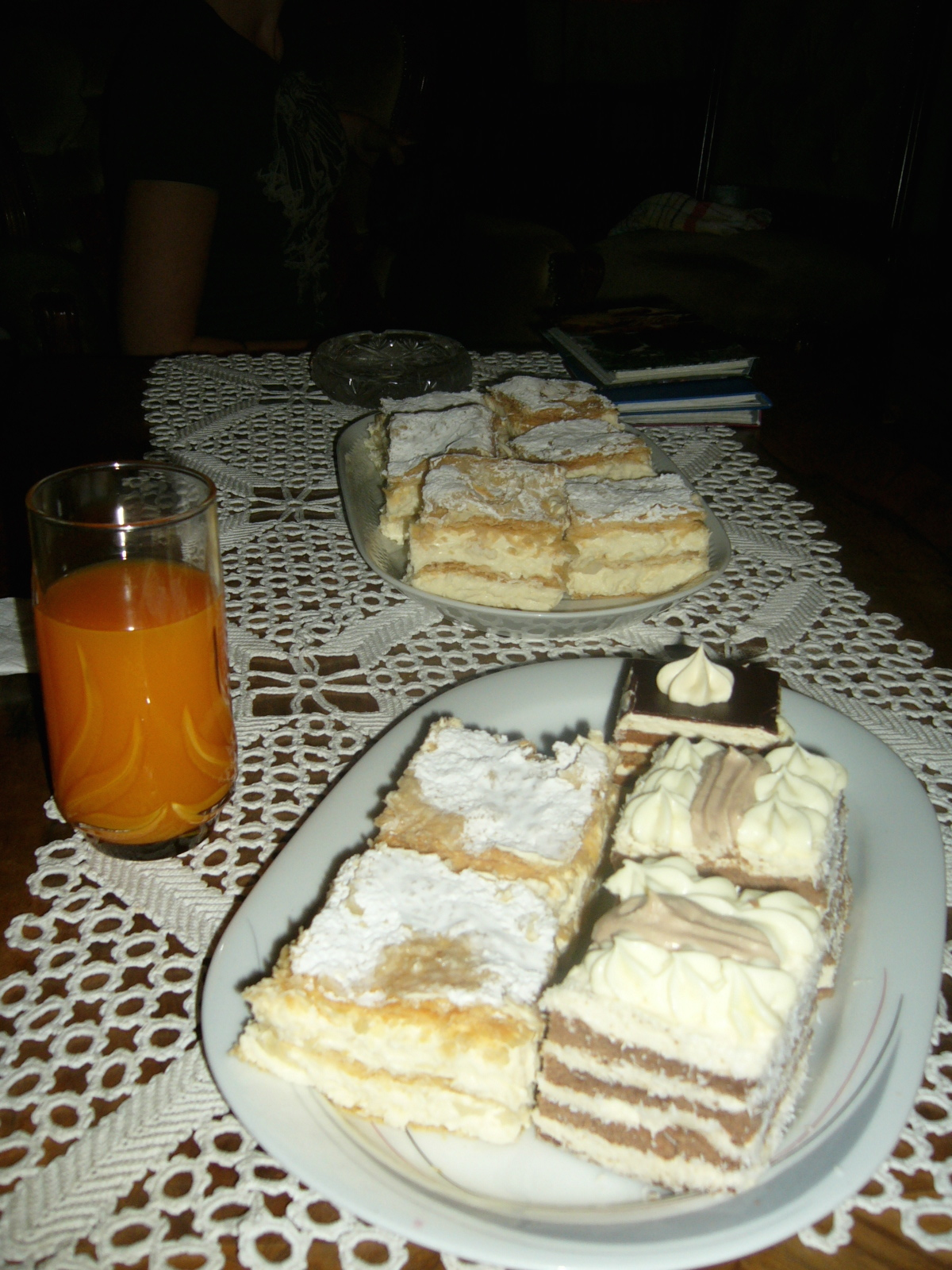
پای خامه‌ای
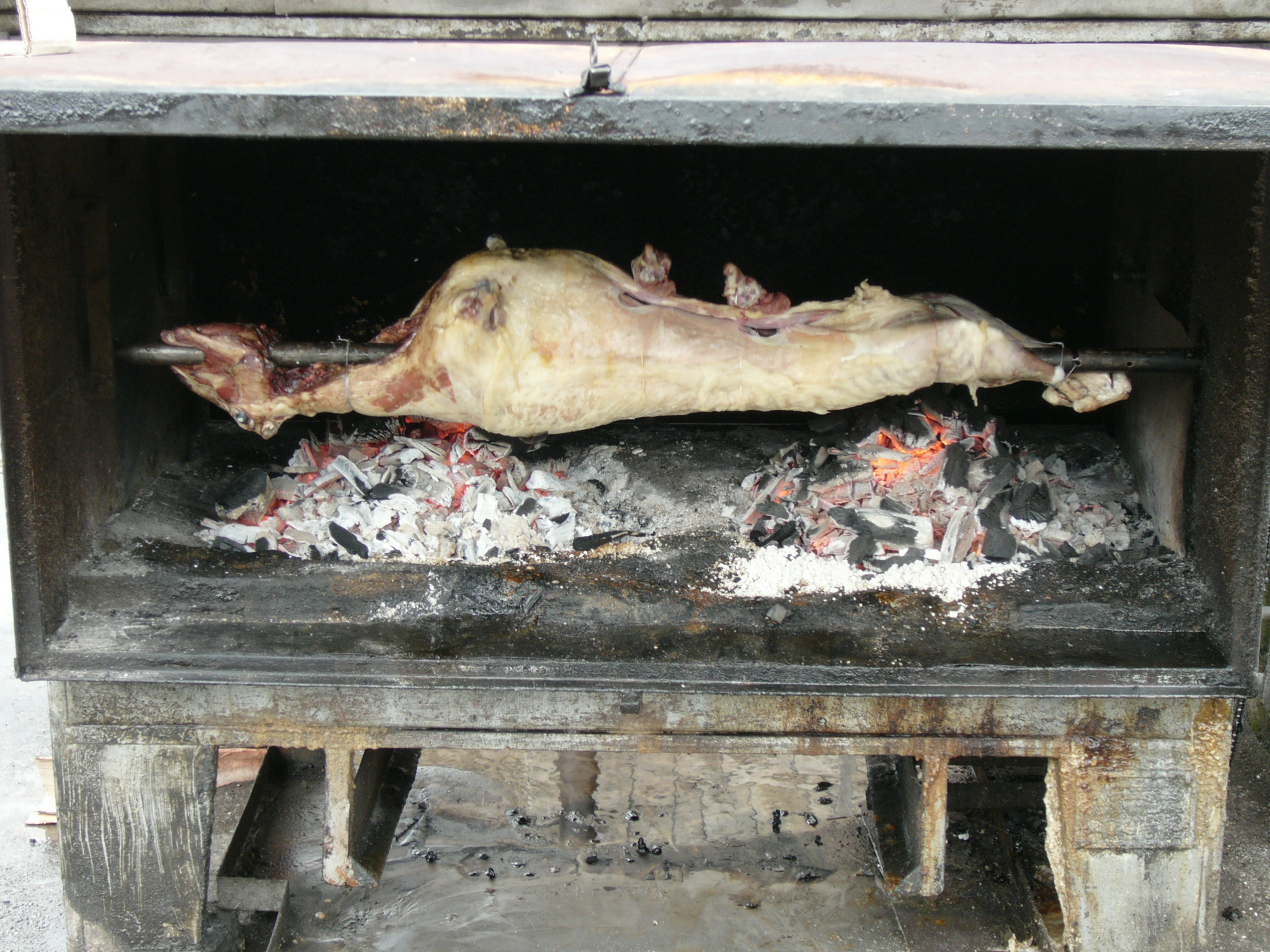
بره روی تف در سارایوو
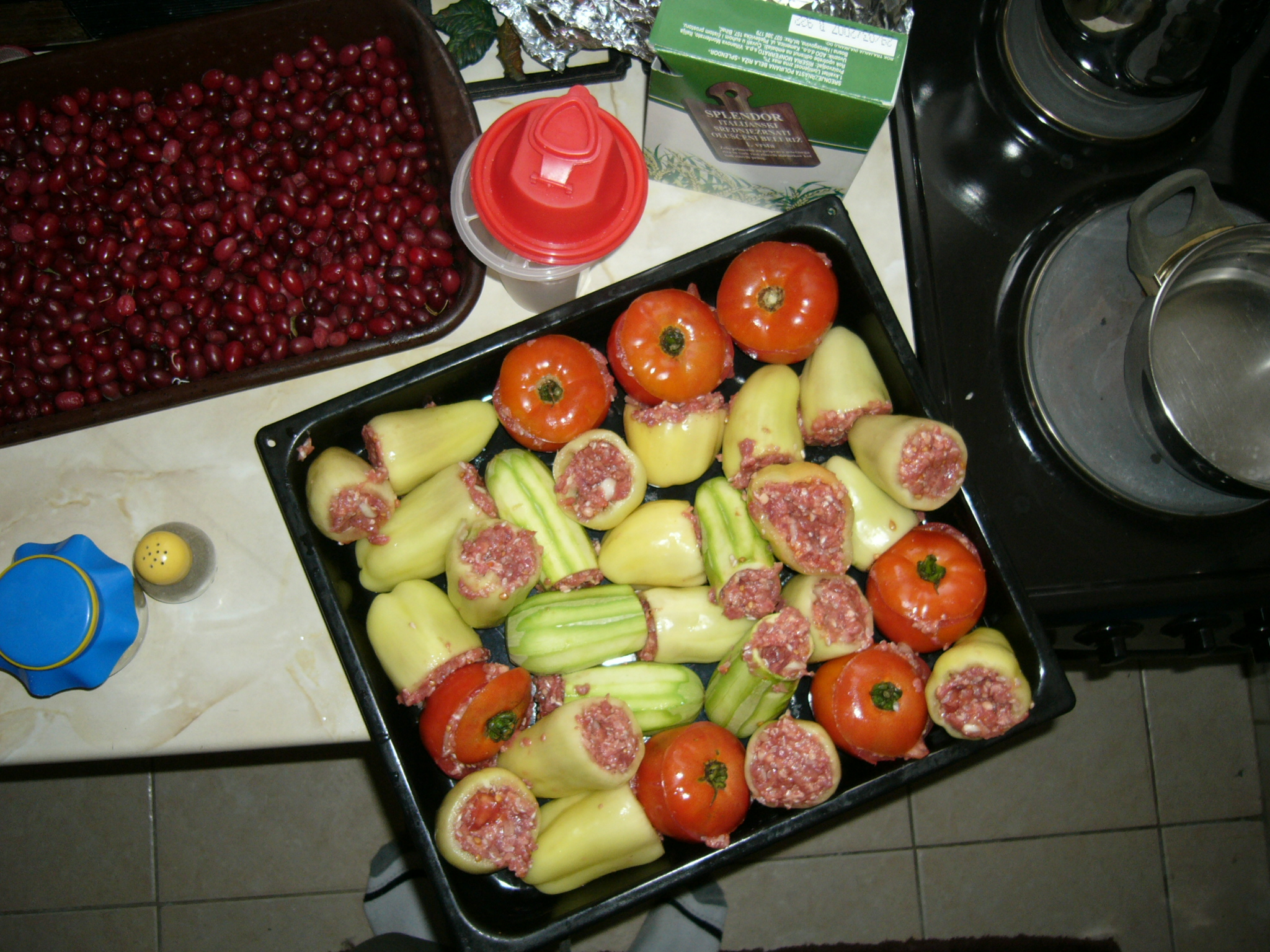
فلفل شکم پر، گوجه فرنگی و کدو سبز در فر
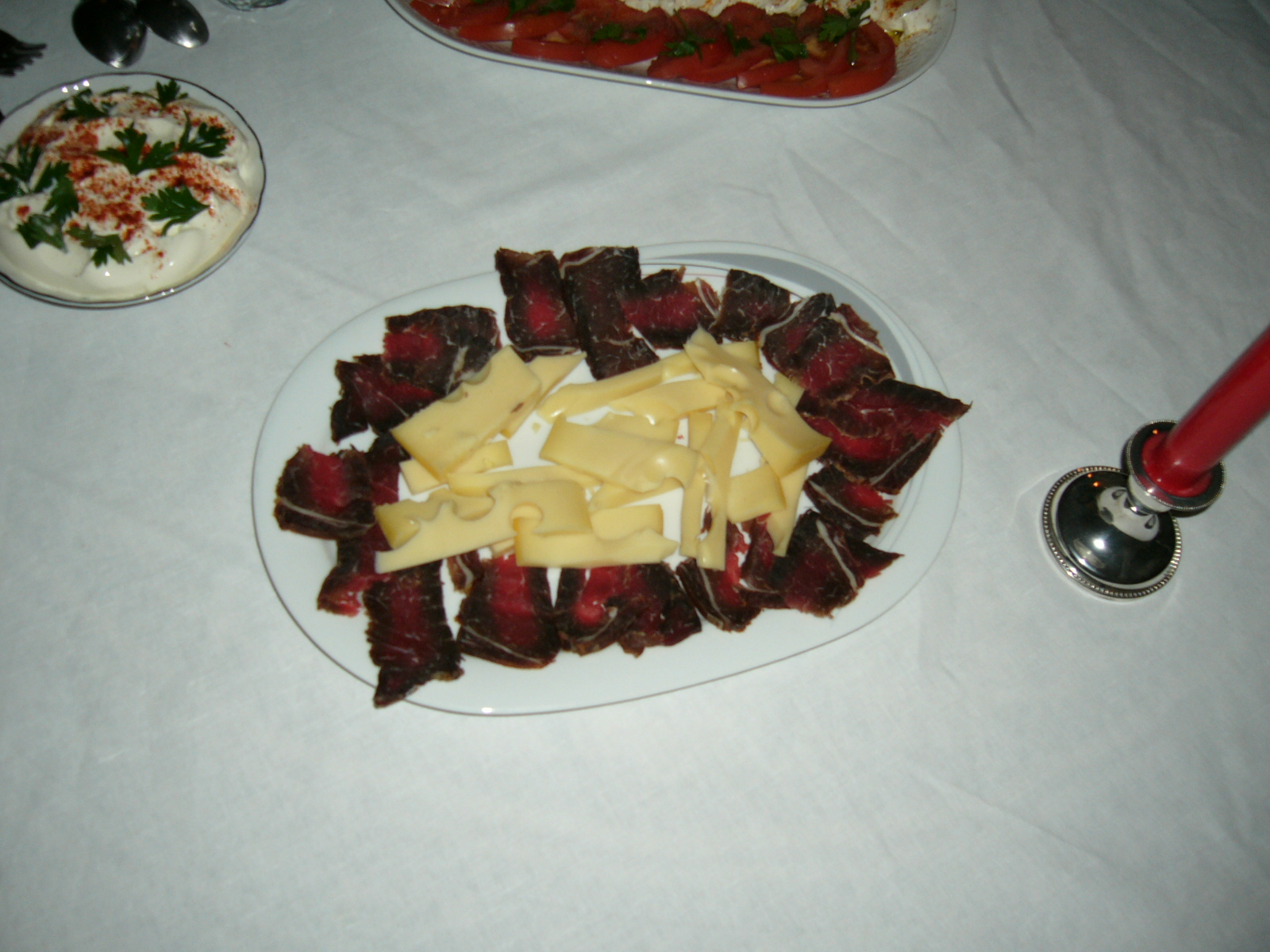
سوهو مزو (گوشت دودی)